# Niue
Niue (pronunciación en inglés: /ˈnjuːeɪ/; en niuano, Niuē-fekai) es un territorio insular de 262 km² en el océano Pacífico sur, conocido como la Roca de Polinesia. A pesar de poseer un autogobierno con amplia autonomía mantiene un estatus de libre asociación con Nueva Zelanda. Está localizado a unos 2400 kilómetros al noreste de Nueva Zelanda, en un triángulo entre Tonga, Samoa y las Islas Cook. No es miembro de la Organización de Naciones Unidas, aunque sí de algunas de sus agencias especializadas, como la Unesco.

## Historia

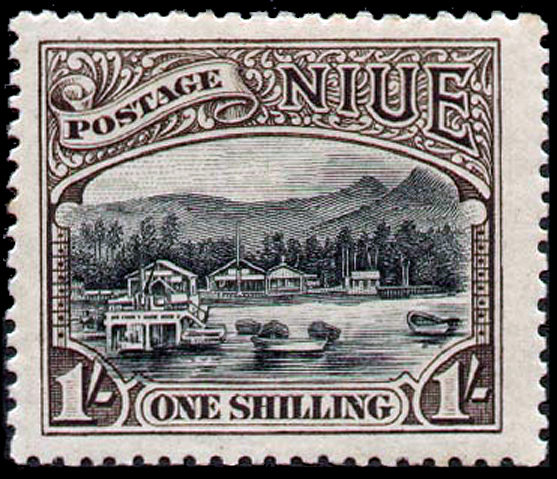
Sello de 1920.

Los primeros pobladores de Niue fueron viajeros polinesios procedentes de Tonga, que llegaron en torno al siglo X. Nuevos colonos procedentes de Samoa llegaron a la isla hacia la década de 1440. La presencia europea en Niue comenzó en 1774 con la visita del capitán James Cook, quien la llamó "Isla Salvaje" debido a la feroz oposición de la población local al desembarco. Según la Enciclopedia Británica de 1911 parece que entre los nativos se había extendido el temor de que los extranjeros trajesen enfermedades que en otras islas del Pacífico habían sido devastadoras.
El siguiente gran arribo fue hecho por la Sociedad Misionera de Londres en 1846. Durante un corto período fue un protectorado bajo el mandato del Reino Unido, siendo traspasado en 1901 a Nueva Zelanda. 
Durante la Primera Guerra Mundial 150 hombres de Niue lucharon en el ejército neozelandés.
El autogobierno fue permitido por el parlamento neozelandés según el Acta de Constitución de Niue del año 1974, tras un referéndum celebrado el mismo año en el que los locales tenían tres opciones: independencia, autogobierno o continuación como territorio de Nueva Zelanda. La mayoría eligió el autogobierno, y la constitución escrita de Niue fue promulgada como ley suprema. Robert Rex, de origen étnico europeo y nativo, fue elegido por la Asamblea de Niue como primer ministro, cargo que ocupó hasta su muerte 18 años después. Rex se convirtió en el primer niués en recibir el título de caballero, en 1984.

### SigloXXI
El cambio de milenio marcó un nuevo capítulo en la historia de Niue, caracterizado por la resistencia, el progreso y un creciente sentido de ciudadanía global. 
A principios de la década de 2000, Niue siguió reforzando su estatuto de autonomía en libre asociación con Nueva Zelanda. La isla se centró en modernizar sus infraestructuras y mejorar la calidad de vida de sus habitantes. Se hicieron esfuerzos para mejorar los sistemas de sanidad, educación y transporte, sentando las bases para el desarrollo futuro.
En enero de 2004, el ciclón Heta azotó Niue, causando daños generalizados y devastación. Las infraestructuras de la isla resultaron gravemente afectadas y la comunidad se enfrentó a importantes retos para la reconstrucción. La resiliencia del pueblo de Niue quedó en evidencia al restaurar sus hogares e instalaciones públicas con rapidez.
Niue ha estado a la vanguardia de los esfuerzos de conservación medioambiental. En 2010, la isla se declaró Nación del Cielo Oscuro, convirtiéndose en el primer país del mundo en hacerlo. Esta iniciativa pretendía preservar el cielo nocturno reduciendo la contaminación lumínica, promoviendo la astronomía y protegiendo el entorno natural. Niue también aplicó diversas medidas para combatir el cambio climático y proteger sus ecosistemas marinos.
La pandemia de COVID-19 planteó retos sin precedentes a Niue, al igual que al resto del mundo. La isla cerró sus fronteras a los turistas en 2019 para proteger a sus residentes del virus. Esta decisión, aunque necesaria, tuvo importantes implicaciones económicas, ya que el turismo es una importante fuente de ingresos para Niue. La comunidad se adaptó centrándose en los recursos locales y reforzando su sistema sanitario para garantizar la seguridad de su población.
En un hecho histórico, Estados Unidos entonces bajo el Liderazgo de Joe Biden reconoció a Niue y a las Islas Cooks como Estados soberanos  e independientes en septiembre de 2023. Este reconocimiento consolidó aún más el estatus de Niue en la escena mundial y abrió nuevas oportunidades para la cooperación y el desarrollo internacionales. Esto se consideró parte de la estrategia estadounidense para contener la influencia China en Oceanía.
En octubre de 2024, Niue celebró el 50 aniversario de su autonomía. La isla conmemoró este hito con diversos actos y actividades, reflexionando sobre su trayectoria desde la independencia hasta convertirse en parte activa de la comunidad internacional. Las celebraciones pusieron de relieve los progresos realizados en las últimas cinco décadas y los retos que quedan por delante.

## Gobierno y política

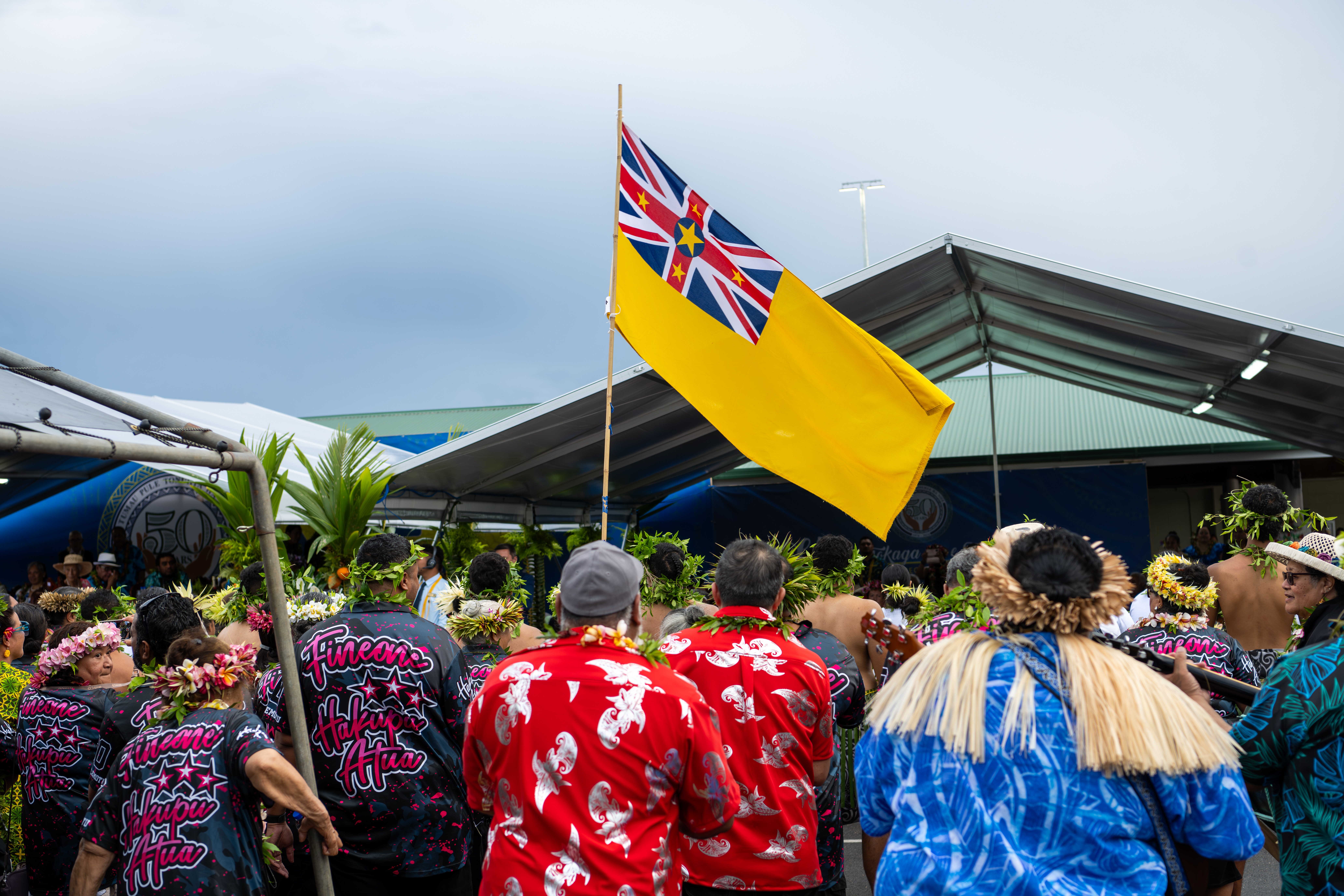
Una multitud ondeando la Bandera de Niue

El Acta de Constitución de Niue de 1974 otorga la autoridad ejecutiva de la isla al monarca de Nueva Zelanda, actualmente Carlos III, y al gobernador general de Nueva Zelanda. La Constitución especifica que se conformará un Gabinete del premier de Niue y otros tres ministros. El premier y los ministros deben ser miembros de la Asamblea de Niue, la asamblea legislativa de la nación.
La asamblea consta de veinte miembros elegidos democráticamente, catorce por los electores de los gobiernos locales. Los seis restantes son elegidos de la misma manera, excepto que algunos gobiernos locales son combinados para cada escaño. Los electores deben ser ciudadanos de Nueva Zelanda, que residan desde hace al menos tres meses, y los candidatos deben ser ciudadanos y residentes al menos desde hace un año. Si dos candidatos tienen el mismo número de votos la votación se repite, y si el número de votos sigue siendo igual tras la repetición, el nombre del candidato ganador se establece al azar sacando su nombre de un sombrero.[cita requerida] Las elecciones generales de Niue del año 2020 proclamaron como premier de la isla a Dalton Tagelagi.

### Defensa

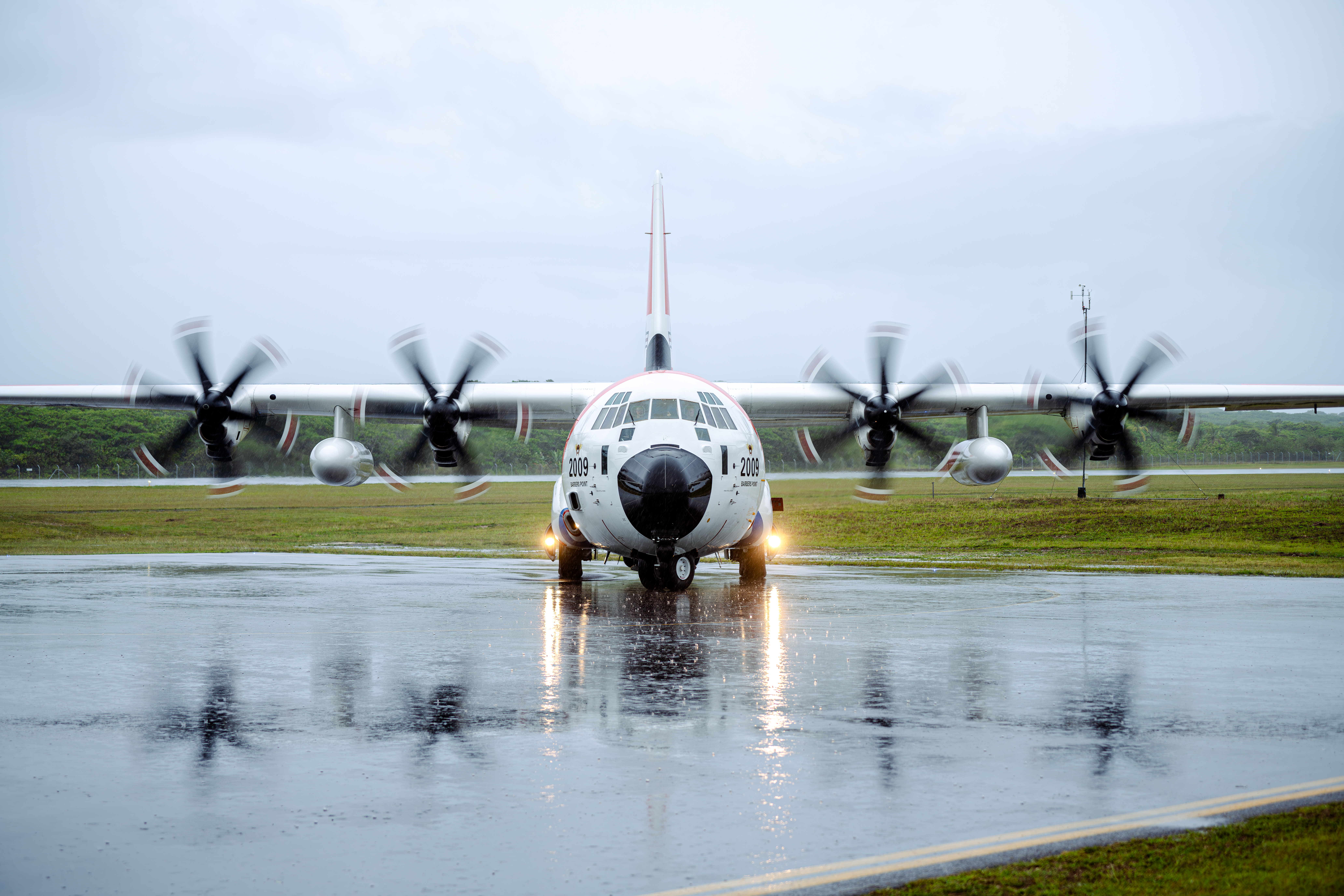
Un avión de la Guardia Costera de Estados Unidos en Niue en 2014

Históricamente, Niue no se ha enfrentado a amenazas militares significativas, debido principalmente a su pequeño tamaño y a su situación estratégica. Tras la colonización británica a finales del siglo XIX, Niue se integró en el marco de defensa colonial del Imperio Británico. Tras la Segunda Guerra Mundial, el gobierno de Niue pasó a ser autónomo en libre asociación con Nueva Zelanda, que asumió la responsabilidad de su defensa y asuntos exteriores.
Esta relación se formalizó mediante la Ley Constitucional de Niue de 1974 y se reforzó con tratados de defensa entre Niue y Nueva Zelanda. La ley permite a Niue mantener su soberanía al tiempo que cuenta con el apoyo militar y la seguridad de Nueva Zelanda, lo que refleja una mezcla de independencia y asociación estratégica de seguridad.
La estrategia de defensa de Niue gira principalmente en torno a su asociación con Nueva Zelanda, que ofrece las siguientes garantías:
Apoyo militar: En virtud de los acuerdos existentes, Nueva Zelanda es responsable de la defensa de Niue, incluida la vigilancia aérea y naval, y la respuesta de emergencia durante las crisis. Aunque la isla no mantiene una fuerza militar permanente, la presencia militar de Nueva Zelanda es fundamental para garantizar la seguridad de la isla.
Preparación para emergencias: Dada su situación geográfica, Niue es vulnerable a catástrofes naturales como ciclones y tsunamis. La isla colabora con Nueva Zelanda y otras organizaciones internacionales para desarrollar planes de respuesta de emergencia y mitigar los efectos del cambio climático y las catástrofes naturales.
Alianzas regionales de seguridad: Niue participa en iniciativas y organizaciones regionales de seguridad, como el Foro de las Islas del Pacífico (PIF), que promueven enfoques de colaboración en materia de defensa, resiliencia climática y desarrollo sostenible entre las naciones insulares del Pacífico.
Aunque Niue se enfrenta a amenazas militares mínimas, varios retos afectan a su panorama de defensa y seguridad:
El cambio climático: Como nación insular de baja altitud, Niue es muy vulnerable a los efectos del cambio climático, como la subida del nivel del mar, la erosión costera y el aumento de la frecuencia de las catástrofes naturales. Estos retos exigen un cambio de enfoque hacia la seguridad medioambiental, lo que requiere una mayor inversión en la preparación ante desastres y la creación de resiliencia.
Competencia geopolítica: En la región del Pacífico ha aumentado el interés de las potencias mundiales, entre ellas China y Estados Unidos, lo que ha dado lugar a una geopolítica más compleja. Niue debe navegar por esta dinámica con cuidado, equilibrando las relaciones para proteger su soberanía al tiempo que garantiza la salvaguarda de sus intereses a largo plazo.
Recursos limitados: Niue, con una pequeña población de aproximadamente 1.600 habitantes, se enfrenta a retos relacionados con la asignación de recursos para la defensa y la preparación ante emergencias. Las limitaciones financieras de una pequeña nación insular pueden dificultar la planificación integral de la seguridad y las capacidades de respuesta.
Para hacer frente a sus necesidades de defensa, Niue participa activamente en asociaciones y colaboraciones internacionales:
- Asociaciones regionales: A través de su asociación con el Foro de las Islas del Pacífico y otros organismos regionales, Niue colabora con los países vecinos para mejorar la capacidad de seguridad regional, compartir recursos y desarrollar respuestas colectivas a los desafíos externos.
- Apoyo mundial: Niue se beneficia del apoyo de organizaciones internacionales, incluidas las Naciones Unidas[16] y varias ONG, que se centran en el desarrollo de capacidades, la preparación ante catástrofes y la resiliencia climática. Estas colaboraciones mejoran la capacidad de Niue para responder a las amenazas a la seguridad de forma holística.
- Intercambios culturales y educativos: El fortalecimiento de los lazos culturales a través de programas educativos y becas, especialmente con Nueva Zelanda, fomenta el entendimiento mutuo, el respeto y el apoyo a las políticas de defensa y seguridad.

La estrategia de defensa de Niue se caracteriza por su asociación estratégica con Nueva Zelanda, que aborda tanto las preocupaciones tradicionales en materia de seguridad como los acuciantes retos que plantean el cambio climático y la dinámica geopolítica. Como pequeña nación insular, Niue ejemplifica la importancia de las soluciones innovadoras y la colaboración internacional para garantizar su seguridad y sostenibilidad. Navegar por las complejidades de la defensa moderna requiere un enfoque proactivo, que combine la resistencia medioambiental con el compromiso diplomático. Mediante el fomento de asociaciones regionales y la búsqueda de apoyo externo, el marco de defensa de Niue pretende salvaguardar su pertenencia a la comunidad de naciones, preservando al mismo tiempo su rico patrimonio cultural y su entorno natural.

### Política Exterior

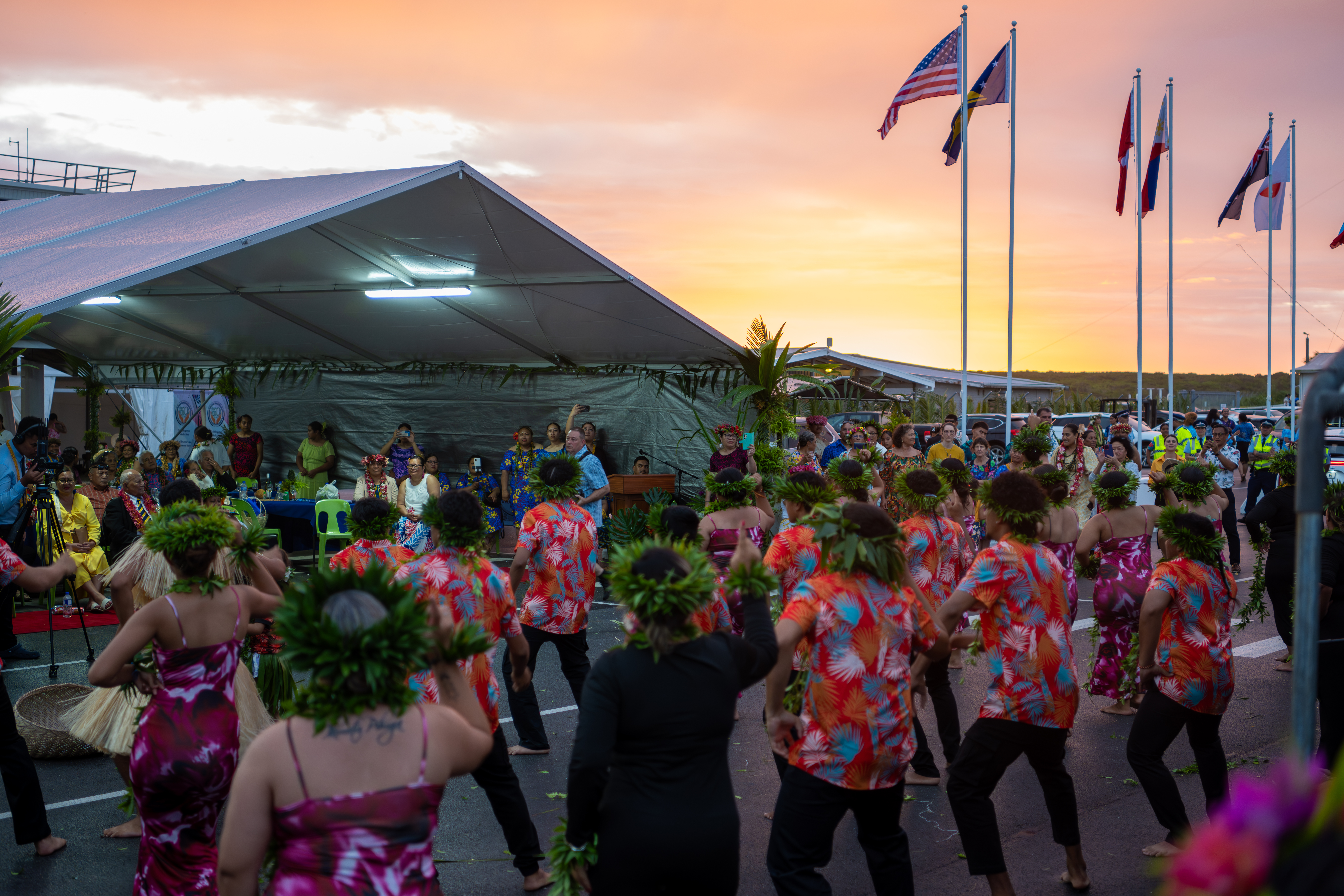
Banderas de las Delegaciones Extranjeras que acudieron a la celebración del 50 aniversario de la Constitución de Niue en 2014, incluyendo países como Estados Unidos y Japón.

La política exterior de Niue es autónoma pero conserva lazos de dependencia con Nueva Zelanda, se caracteriza por su compromiso con la soberanía, la cooperación regional, el desarrollo sostenible y la participación proactiva en cuestiones globales. A pesar de su pequeño tamaño, Niue se desenvuelve con eficacia en complejas relaciones internacionales, aprovechando las alianzas y participando activamente en organizaciones regionales e internacionales para defender sus intereses. A medida que el panorama geopolítico del Pacífico sigue evolucionando, Niue sigue centrándose en garantizar que su voz sea escuchada y sus prioridades atendidas, especialmente en áreas relacionadas con el cambio climático, el desarrollo sostenible y la seguridad regional.
Comprender la política exterior de Niue implica examinar sus estrategias diplomáticas, relaciones internacionales y compromisos regionales, especialmente a medida que evoluciona el panorama geopolítico en el Pacífico.
La política exterior de Niue se rige por varios principios clave:
Como entidad autónoma, Niue hace especial hincapié en preservar su soberanía y el derecho a la autodeterminación en las relaciones internacionales. Este compromiso influye en su forma de relacionarse con otras naciones y organizaciones multilaterales.
Niue participa activamente en organizaciones y asociaciones regionales, haciendo hincapié en la importancia de la acción colectiva para abordar retos comunes, como el cambio climático y el desarrollo económico. La cooperación regional se considera esencial para mejorar la seguridad y la resiliencia en el Pacífico.
Niue integra los objetivos de desarrollo sostenible en su política exterior, centrándose en la protección del medio ambiente, el crecimiento económico y el bienestar social. El país busca asociaciones y ayuda internacionales para lograr resultados sostenibles al tiempo que preserva su rico patrimonio cultural y natural.

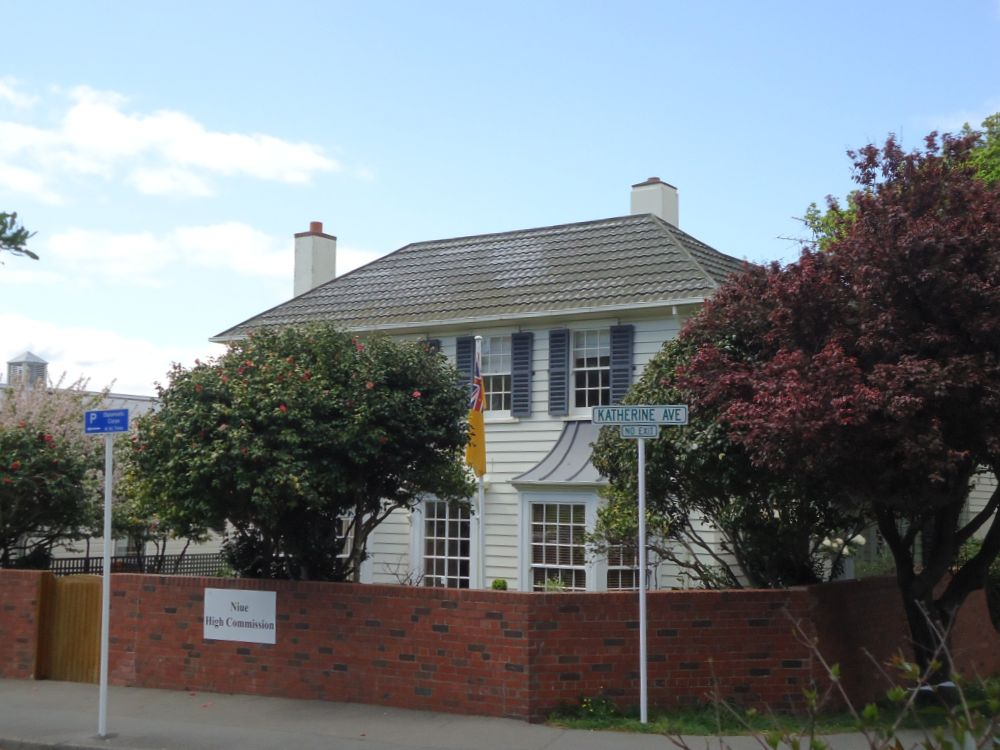
Representación (Alta Comisión) de Niue en Wellington, Nueva Zelanda

Dada su libre asociación con Nueva Zelanda, la relación más fuerte y significativa de Niue en política exterior es con este país. Nueva Zelanda proporciona un apoyo vital en áreas como la sanidad, la educación, la defensa y el desarrollo de capacidades. Esta asociación se extiende también a la representación diplomática en plataformas internacionales en las que Niue puede no tener representación independiente.
Niue mantiene relaciones amistosas con Australia y otras naciones insulares del Pacífico. Esta implicación se produce a través de foros regionales como el Foro de las Islas del Pacífico (PIF) y el Grupo Melanesio de Cabeza de Lanza (MSG), donde Niue coopera en intereses compartidos.
Niue ha intentado establecer relaciones diplomáticas con varias potencias mundiales. Esto incluye el reconocimiento formal de países como China y Estados Unidos, aprovechando la ayuda internacional, las oportunidades de inversión y los recursos para el desarrollo. Niue también es miembro de las Naciones Unidas y participa en varias agencias de la ONU, lo que contribuye a su presencia en la escena mundial.
Dada su vulnerabilidad al cambio climático, Niue se ha posicionado como defensor de las cuestiones medioambientales. El país participa activamente con organizaciones y coaliciones internacionales centradas en la acción climática, buscando apoyo y compromisos de las potencias mundiales para combatir el cambio climático.
Niue es miembro de varias organizaciones internacionales y organismos regionales, lo que le permite amplificar su voz en cuestiones críticas:
Niue no es miembro de la ONU, pero ha participado en procesos y organismos relacionados con la ONU como miembro de los Pequeños Estados Insulares en Desarrollo del Pacífico (PSIDS). Participa en debates sobre cuestiones como el cambio climático, el desarrollo sostenible y la cooperación internacional.
Niue es miembro del FIP, una organización regional que reúne a las naciones del Pacífico para abordar en colaboración los retos económicos, medioambientales y políticos. A través del FIP, Niue puede influir en la política regional y reforzar las asociaciones con otros Estados miembros.
Como miembro de la Commonwealth, Niue participa en iniciativas que promueven la democracia, los derechos humanos y el desarrollo económico entre las naciones miembros pero a la fecha no se le permite asistir a la reuniones del Organismo

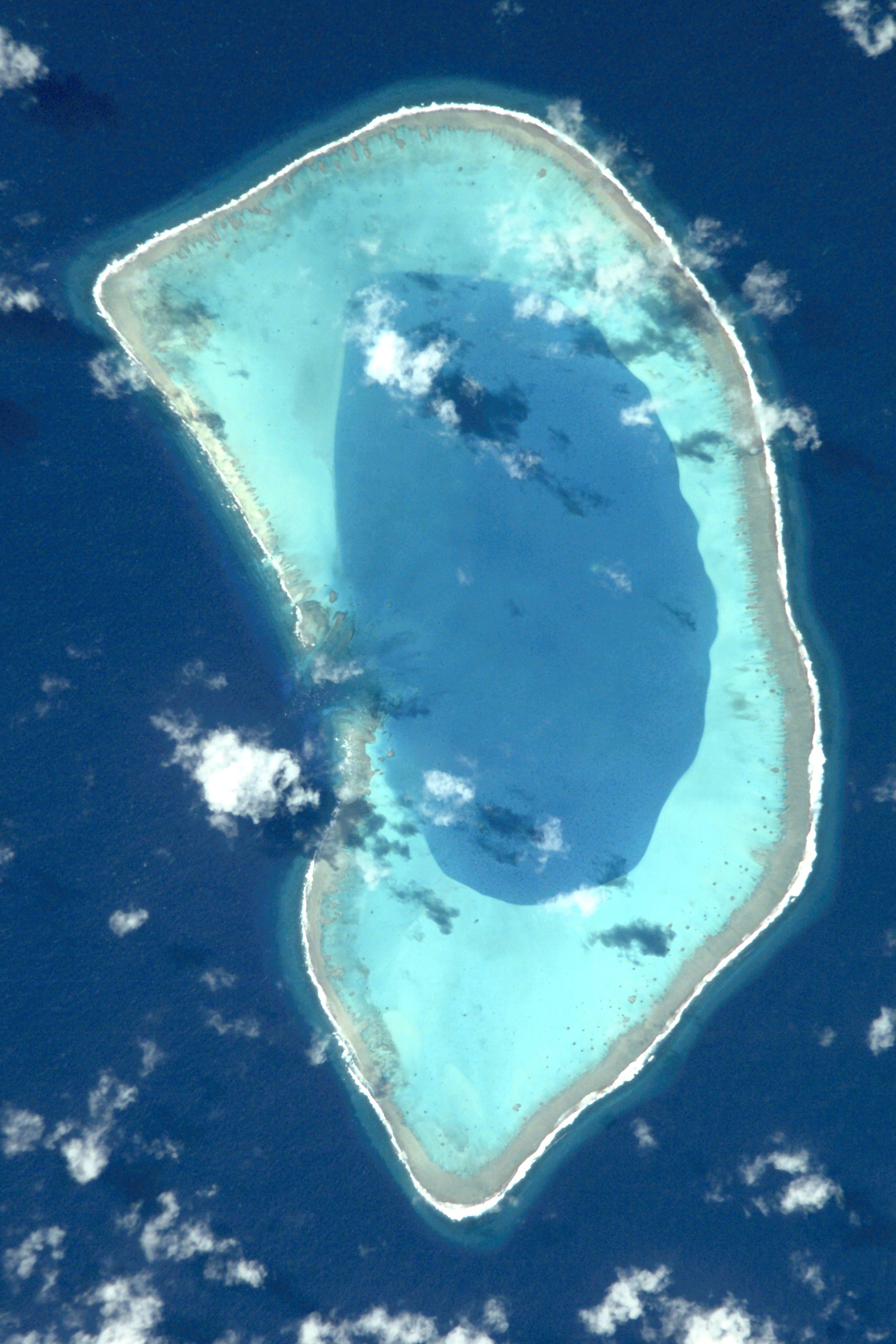
La Zona económica exclusiva de Niue abarca 317.000 kilómetros cuadrados un tamaño comparable a la superficie terrestre de Italia o Polonia. En esta área Niue ha mostrado interés en establecer un parque marino con un 40% de su mar.

### Política Medioambiental
Líder en crecimiento ecológico, Niue también se está centrando en el suministro de energía solar, con ayuda de la Unión Europea. Sin embargo, Niue registra actualmente uno de los índices de producción de gases de efecto invernadero per cápita más elevados del mundo. No obstante, esto debe considerarse en el contexto de la escasa población y la capacidad de generación instalada, que oscila entre 833 kW y 1 MW. Niue aspira a ser un 80% renovable en 2025. La Asociación de Agricultores Ecológicos de la isla de Niue está preparando el terreno para un Acuerdo Medioambiental Multilateral (AMM) que se compromete a convertir a Niue en la primera nación totalmente ecológica del mundo en 2020.
En julio de 2009 se instaló un sistema de paneles solares que inyecta unos 50 kW a la red eléctrica nacional de Niue. Esto supone nominalmente el 6% de la producción media de electricidad de 833 kW. Los paneles solares se encuentran en la Escuela Secundaria de Niue (20 kW), la oficina de Niue Power Corporation, (1,7 kW) y el Hospital Niue Foou (30 kW). Los sistemas fotovoltaicos conectados a la red, financiados por la UE, se suministran en el marco del programa REP-5 y fueron instalados recientemente por la Niue Power Corporation en los tejados del instituto y la oficina de la central eléctrica y en estructuras de soporte montadas en el suelo frente al hospital. En 2014 se añadieron otras dos instalaciones de energía solar a la red eléctrica nacional de Niue: una financiada con cargo al programa PALM5 de Japón está situada fuera de la central eléctrica de Tuila (hasta ahora solo tiene batería de almacenamiento) y la otra, financiada por la Unión Europea, está situada frente a la terminal del aeropuerto internacional de Niue.
En 2023, los gobiernos de Niue y de otros Estados insulares amenazados por el cambio climático (Fiyi, las Islas Salomón, Tuvalu, Tonga y Vanuatu) lanzaron el «Llamamiento de Port Vila para una transición justa hacia un Pacífico sin combustibles fósiles», en el que pedían la eliminación progresiva de los combustibles fósiles; una «transición rápida y justa» hacia las energías renovables; y un refuerzo de la legislación medioambiental, incluida la introducción del delito de ecocidio.
En 2022, Niue declaró toda su Zona Económica Exclusiva un parque marino, aunque el cumplimiento de esa declaración sería todo un reto. Según los informes, la División de Pesca sólo contaba con cinco empleados y no había patrulleras locales. La aplicación de la ley dependería de un mayor apoyo de las Fuerzas de Defensa neozelandesas, aunque su capacidad para mantener una presencia continua era limitada.

### Derechos humanos
Los derechos humanos en Niue están determinados por su condición única de nación autónoma en libre asociación con Nueva Zelanda. Mientras Niue controla sus asuntos internos, Nueva Zelanda sigue siendo responsable de su defensa y sus relaciones exteriores. Esta relación influye en cómo se abordan y protegen los derechos humanos en la isla.
Niue ha desarrollado un marco jurídico para abordar los derechos humanos, que incluye la creación de un Comité de Derechos Humanos encargado de examinar las obligaciones del país en materia de derechos humanos derivadas del derecho internacional. Niue es parte de varios tratados internacionales de derechos humanos, entre ellos el Pacto Internacional de Derechos Civiles y Políticos (PIDCP), el Pacto Internacional de Derechos Económicos, Sociales y Culturales (PIDESC) y la Convención sobre la Eliminación de Todas las Formas de Discriminación contra la Mujer (CEDAW).
A pesar de estos compromisos, Niue se enfrenta a retos a la hora de aplicar plenamente los derechos humanos debido a su escasa población y a sus limitados recursos. La isla ha experimentado dificultades a la hora de elaborar informes sobre las medidas adoptadas para hacer efectivos los tratados internacionales, a menudo debido a la escasez de expertos y de capacidad administrativa.
La Ley Constitucional de Niue de 1974 establece el marco para el autogobierno, pero no contempla derechos fundamentales más allá del derecho al voto. Se ha debatido la inclusión de garantías específicas de derechos humanos en la Constitución, pero aún no se han materializado.
La igualdad de género es una cuestión importante en Niue, y se están realizando esfuerzos para abordar cuestiones y compromisos clave en materia de igualdad de género. La isla ha avanzado en la promoción de los derechos de la mujer y su participación en diversos sectores, pero sigue habiendo problemas para lograr la plena igualdad de género.
Niue tiene leyes estrictas en materia de derechos LGBT, y la actividad homosexual masculina es ilegal y se castiga con penas de prisión. Este es un ámbito en el que el historial de derechos humanos de Niue es objeto de críticas, y se pide una reforma que garantice la protección de los derechos LGBT.
Niue recibe apoyo de organizaciones internacionales, incluidas las Naciones Unidas y diversas ONG, para reforzar su marco de derechos humanos y hacer frente a los retos. Este apoyo es crucial para ayudar a Niue a desarrollar su capacidad y aplicar eficazmente las medidas de derechos humanos.
Aunque Niue ha progresado en la defensa de los derechos humanos, sigue teniendo problemas debido a su reducida población y a la escasez de recursos. Los esfuerzos para reforzar el marco jurídico, promover la igualdad de género y proteger los derechos del colectivo LGBT son esenciales para garantizar la protección de los derechos humanos en Niue. En materia de derechos humanos, respecto a la pertenencia a los siete organismos de la Carta Internacional de Derechos Humanos, que incluyen al Comité de Derechos Humanos (HRC), Niue ha firmado o ratificado:
| Niue | Tratados internacionales  | Tratados internacionales  | Tratados internacionales  | Tratados internacionales  | Tratados internacionales  | Tratados internacionales  | Tratados internacionales  | Tratados internacionales  | Tratados internacionales  | Tratados internacionales  | Tratados internacionales  | Tratados internacionales | Tratados internacionales  | Tratados internacionales  | Tratados internacionales | Tratados internacionales  | Tratados internacionales  | Tratados internacionales  |
| --- | ------------------------- | ------------------------- | ------------------------- | ------------------------- | ------------------------- | ------------------------- | ------------------------- | ------------------------- | ------------------------- | ------------------------- | ------------------------- | ------------------------ | ------------------------- | ------------------------- | ------------------------ | ------------------------- | ------------------------- | ------------------------- |
| Niue | CESCR                     | CESCR                     | CCPR                      | CCPR                      | CCPR                      | CERD                      | CED                       | CEDAW                     | CEDAW                     | CAT                       | CAT                       | CRC                      | CRC                       | CRC                       | CRC                      | MWC                       | CRPD                      | CRPD                      |
| Niue | CESCR                     | CESCR-OP                  | CCPR                      | CCPR-OP1                  | CCPR-OP2-DP               | CERD                      | CED                       | CEDAW                     | CEDAW-OP                  | CAT                       | CAT-OP                    | CRC                      | CRC-OP-AC                 | CRC-OP-SC                 | CRC-OP-CP                | MWC                       | CRPD                      | CRPD-OP                   |
| Pertenencia | Ni firmado ni ratificado. | Ni firmado ni ratificado. | Ni firmado ni ratificado. | Ni firmado ni ratificado. | Ni firmado ni ratificado. | Ni firmado ni ratificado. | Ni firmado ni ratificado. | Ni firmado ni ratificado. | Ni firmado ni ratificado. | Ni firmado ni ratificado. | Ni firmado ni ratificado. | Firmado y ratificado.    | Ni firmado ni ratificado. | Ni firmado ni ratificado. | Sin información.         | Ni firmado ni ratificado. | Ni firmado ni ratificado. | Ni firmado ni ratificado. |
| Firmado y ratificado, firmado, pero no ratificado, ni firmado ni ratificado, sin información, ha accedido a firmar y ratificar el órgano en cuestión, pero también reconoce la competencia de recibir y procesar comunicaciones individuales por parte de los órganos competentes. |                           |                           |                           |                           |                           |                           |                           |                           |                           |                           |                           |                          |                           |                           |                          |                           |                           |                           |

## Organización territorial

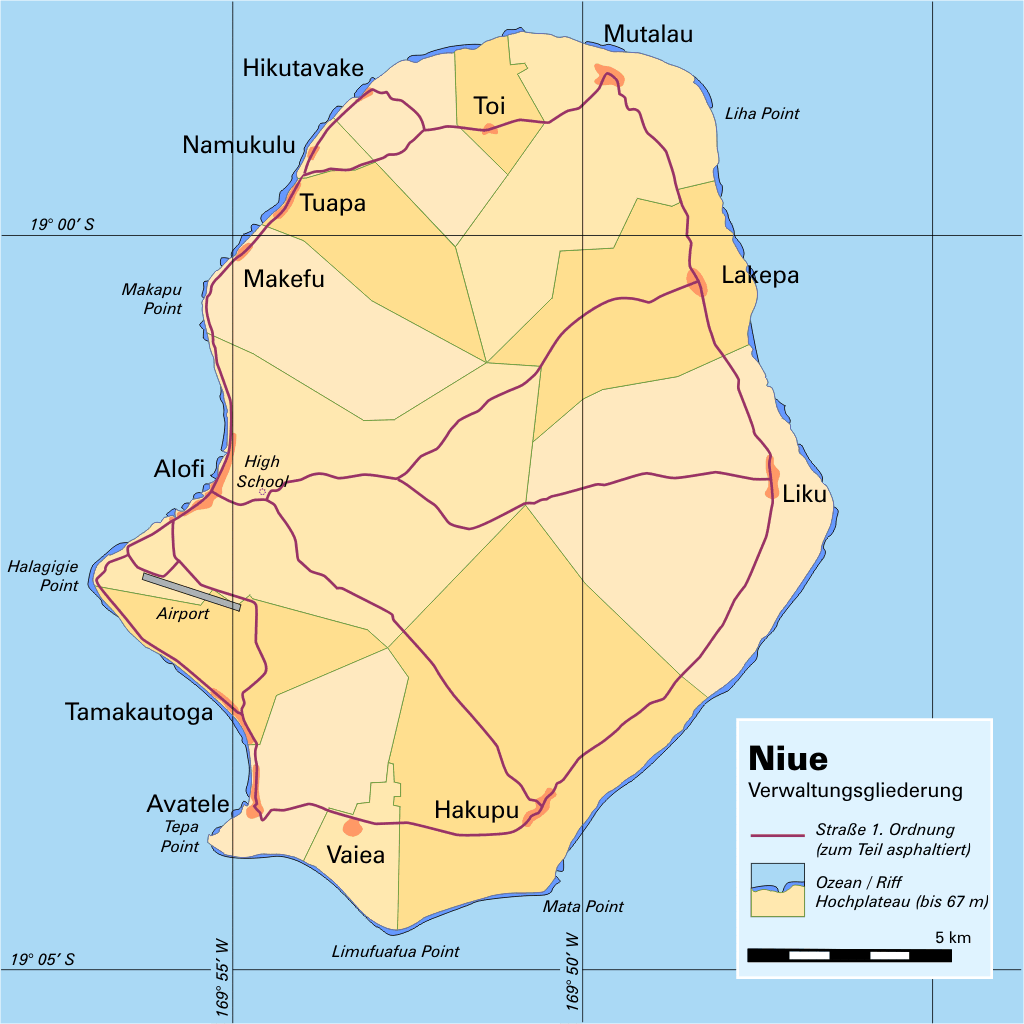
Villas de Niue.

Niue se divide administrativamente en catorce villas (o municipalidades) agrupadas en dos regiones tribales históricas: Motu y Tafiti. La capital, Alofi, se divide en dos villas: Alofi Norte y Alofi Sur. Cada villa posee un consejo municipal que elige a su presidente. Cada villa es representada por un diputado en la Asamblea de Niue.
| N.º                                      | Villa       | Población (2001) | Área km² | Densidad de población (hab/km²) |
| ---------------------------------------- | ----------- | ---------------- | -------- | ------------------------------- |
| Motu (área tribal histórica en el norte) |             |                  |          |                                 |
| 1                                        | Makefu      | 87               | 17,13    | 5,1                             |
| 2                                        | Tuapa       | 129              | 12,54    | 10,3                            |
| 3                                        | Namukulu    | 14               | 1,48     | 9,5                             |
| 4                                        | Hikutavake  | 65               | 10,17    | 6,4                             |
| 5                                        | Toi         | 31               | 4,77     | 6,5                             |
| 6                                        | Mutalau     | 133              | 26,31    | 5,1                             |
| 7                                        | Lakepa      | 88               | 21,58    | 4,1                             |
| 8                                        | Liku        | 73               | 41,64    | 1,8                             |
| Tafiti (área tribal histórica en el sur) |             |                  |          |                                 |
| 9                                        | Hakupu      | 227              | 48,04    | 4,7                             |
| 10                                       | Vaiea       | 62               | 5,40     | 11,5                            |
| 11                                       | Avatele     | 150              | 13,99    | 8,9                             |
| 12                                       | Tamakautoga | 140              | 11,93    | 11,7                            |
| 13                                       | Alofi Sur   | 358              | 46,48    | 13,2                            |
| 14                                       | Alofi Norte | 256              | 46,48    | 13,2                            |
|                                          | Niue        | 1.788            | 261,46   | 6,8                             |

## Geografía

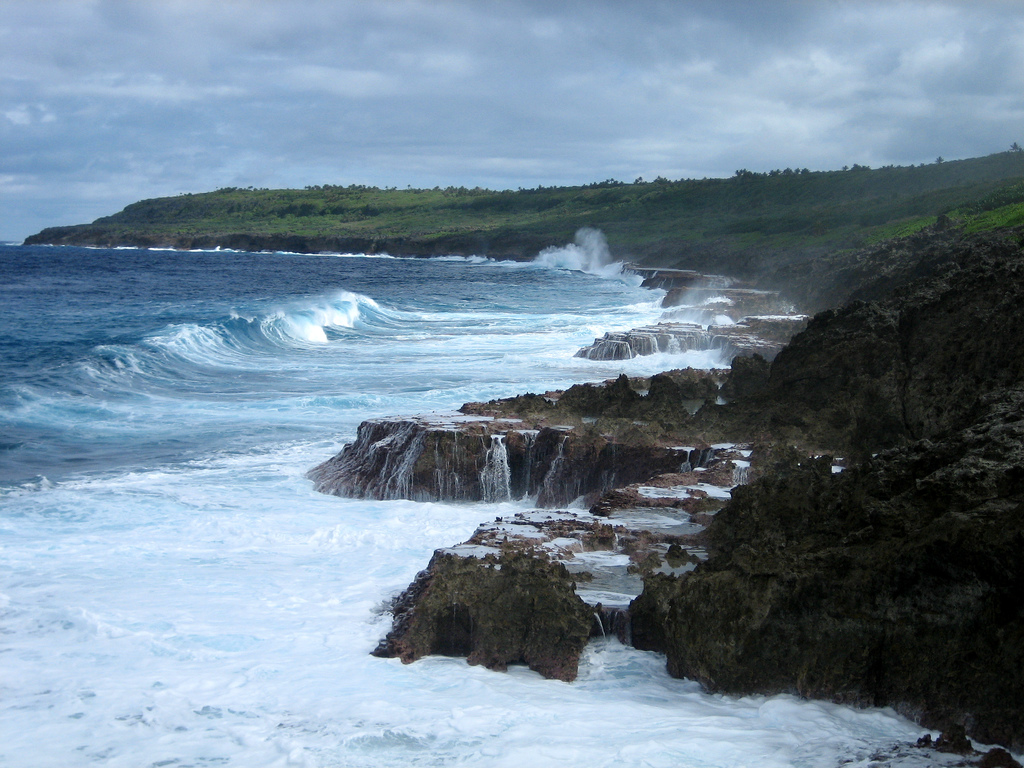
Costa de Niue.

Niue es una isla de 262 km² situada en el sur del océano Pacífico, al este de Tonga. Niue es una de las islas coralinas más grandes del mundo. El terreno de Niue consiste en unos acantilados escarpados de piedra caliza a lo largo de la costa con una meseta central que se eleva a cerca de 60 m sobre el nivel del mar. Un arrecife de coral rodea la isla, con la única rotura principal en el arrecife de la costa occidental, cerca de la capital, Alofi.
Hay tres arrecifes de coral periféricos dentro de la Zona Económica Exclusiva, sin superficie terrestre:
- Arrecife de Beveridge, 240 km (150 millas) al sudeste, atolón sumergido que se seca durante la marea baja, 9,5 km (5,9 millas) de norte a sur, 7,5 km (4,7 millas) de este a oeste, superficie total 56 km² (22 millas cuadradas), sin superficie terrestre, laguna de 11 metros (36 pies) de profundidad.
- Arrecife de Antiope, 180 km (110 millas) al noreste, una meseta circular de aproximadamente 400 metros (1300 pies) de diámetro, con una profundidad mínima de 9,5 metros (31 pies).
- El Arrecife de Haran (también conocido como Arrecife de Haran), que según se informa se rompió furiosamente, a 294 km (183 mi) al sureste.

Además de estos, el Arrecife Albert Meyer, (casi 5 km (3,1 mi) de largo y ancho, con una profundidad mínima de 3 m (9,8 ft), 326 km (203 mi) al suroeste) no es oficialmente reclamado por Niue, y la existencia de las Rocas Haymet (1273 km (791 mi) estesureste) está en duda.

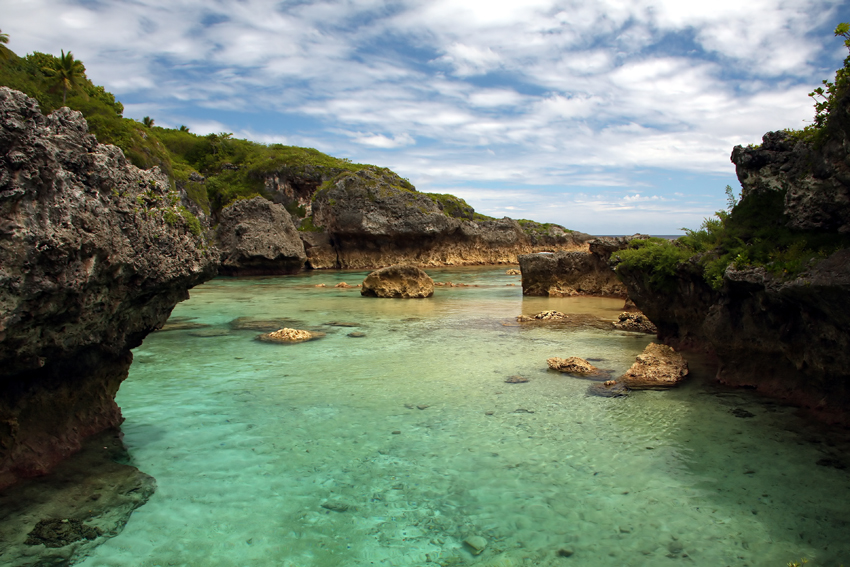
Piscinas naturales de Limu en Niue

### Clima
La temperatura media en Niue es de 26 °C y la precipitación media supera ligeramente los 2.000 mm. Como el agua de lluvia se filtra rápidamente en la porosa piedra caliza coralina, no se forman aguas superficiales. Por ello, se han construido cisternas para el abastecimiento de agua.
En condiciones meteorológicas estables de alta presión, Niue se encuentra en la frontera entre las zonas tropicales y subtropicales, con vientos del sureste. Durante los sistemas de baja presión, el viento se desplaza del noroeste al oeste. Los ciclones tropicales también proceden de esta dirección y azotaron la isla en 1959, 1960, 1970, 1989, 1990 y, más recientemente, en 2004. Aunque las altas crestas de las olas provocadas por los ciclones prácticamente no causan daños en tierra debido a la escarpada costa, los arrecifes de coral se ven gravemente afectados.
El 6 de enero de 2004, el ciclón Heta devastó la isla del Pacífico. Dos personas perdieron la vida y más de 200 habitantes se quedaron sin hogar. La marejada ciclónica causó graves estragos en toda la costa noroccidental, entre Liha Point, al noreste, y Halagigie Point, al oeste.
En la Estación húmeda (de noviembre a abril Niue experimenta un tiempo caluroso, húmedo y lluvioso. Las temperaturas diurnas rondan los 29 °C (84 °F), mientras que las nocturnas rondan los 24 °C (75 °F). Las precipitaciones son frecuentes y pueden ser abundantes; la isla recibe la mayor parte de sus precipitaciones anuales durante estos meses.
En la Estación seca (de mayo a octubre) su clima se caracteriza por unas condiciones más frescas y secas. Las temperaturas diurnas descienden a unos 25 °C (77 °F) y las nocturnas a unos 21 °C (70 °F). Aunque es la parte más fresca del año, sigue siendo lo bastante cálida para realizar actividades al aire libre. Las precipitaciones son mucho menos frecuentes, por lo que es la mejor época para visitarla si se prefiere menos humedad y menos chubascos.
El mar que rodea Niue se mantiene cálido durante todo el año, con temperaturas medias en torno a los 26,5 °C (79,7 °F), lo que lo hace ideal para nadar y realizar otras actividades acuáticas. Niue puede sufrir fuertes vientos, especialmente durante la estación húmeda. La mayor parte del tiempo en esta época esta nublado, y los cielos más despejados suelen darse de mayo a octubre

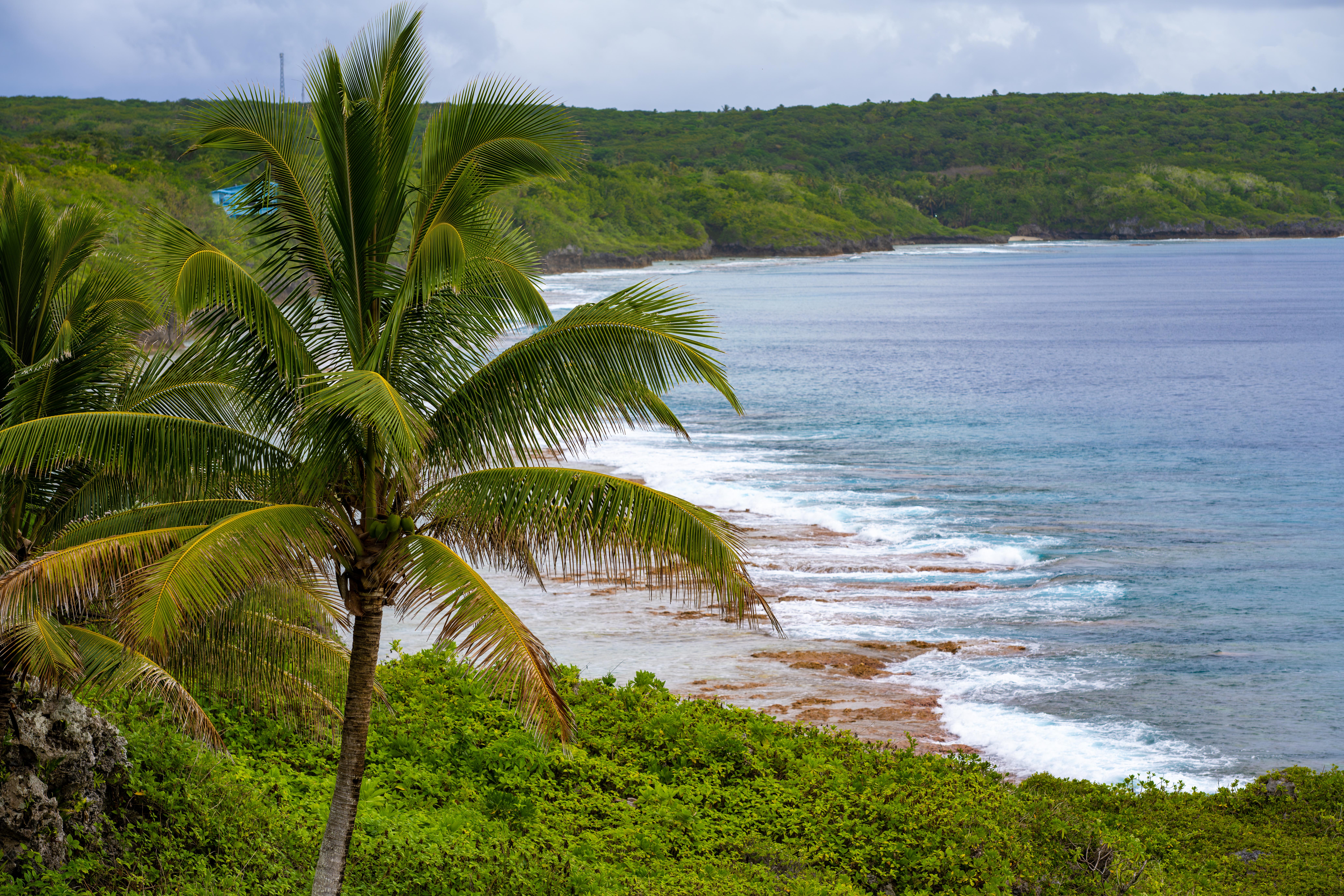
Los cocoteros y palmeras son comunes en Niue

En resumen, el clima de Niue ofrece una mezcla de temperaturas cálidas y variaciones estacionales en las precipitaciones, lo que la convierte en un destino para todo el año con algo que ofrecer en cada estación. Tanto si se desea disfrutar del sol y el mar como si se desea un tiempo más fresco y seco, 
El cambio climático plantea importantes retos a Niue, una pequeña nación insular del Pacífico Sur. Como atolón de baja altitud, Niue es especialmente vulnerable a los efectos del cambio climático, que amenazan su medio ambiente, su economía y el bienestar de sus habitantes.
Uno de los problemas más acuciantes es la subida del nivel del mar, que amenaza las reservas subterráneas de agua dulce de Niue. La intrusión de agua salada en los acuíferos de agua dulce puede contaminar el agua potable y afectar a las actividades agrícolas, lo que supone un grave riesgo para la seguridad alimentaria.
Niue está situada en el límite del cinturón meridional de ciclones tropicales, lo que la hace susceptible a los ciclones tropicales severos. Se prevé que la frecuencia y la intensidad de estos ciclones aumenten debido al cambio climático, lo que provocará importantes daños en las infraestructuras, las viviendas y el entorno natural. Acontecimientos históricos, como el ciclón Heta en 2004, ya han causado grandes daños físicos y económicos.
La isla experimenta una estación cálida y húmeda de noviembre a marzo y una estación más fría y seca de abril a octubre. Sin embargo, se espera que el cambio climático provoque temperaturas más altas y patrones meteorológicos más extremos, exacerbando las condiciones de sequía y afectando a los delicados ecosistemas de la isla.
Para combatir estos problemas, Niue ha puesto en marcha varias medidas de adaptación. Entre ellas figuran la reubicación de infraestructuras vulnerables en zonas de menor riesgo, la creación de bases de datos para vigilar los impactos climáticos y la realización de investigaciones sobre los efectos del cambio climático en la flora y la fauna locales. La Niue Strategic Energy Road Map pretende cubrir el 80% de las necesidades de electricidad de la isla con fuentes de energía renovables para 2025, reduciendo la dependencia de los combustibles fósiles importados y mitigando la emisión de gases de efecto invernadero.

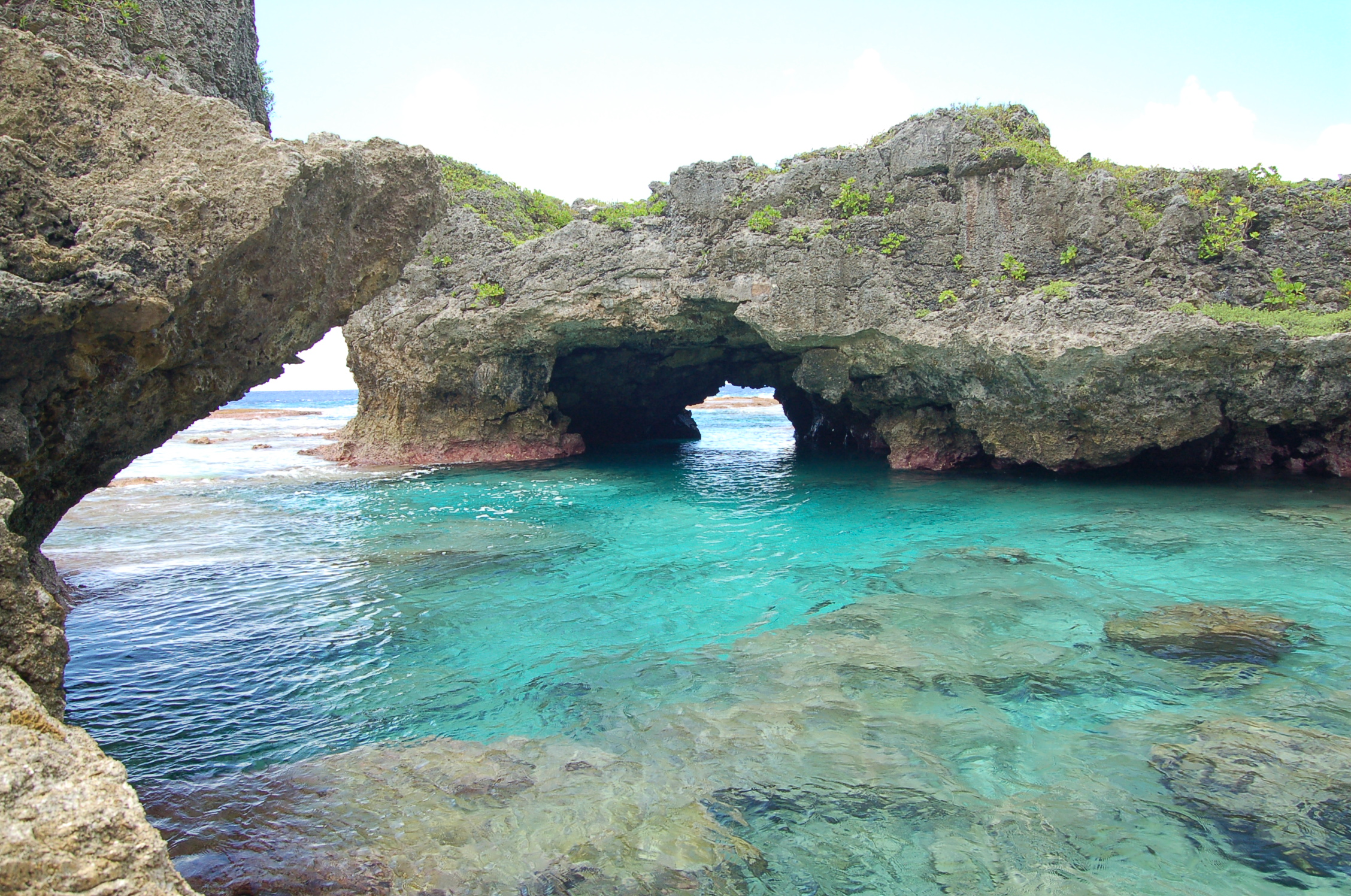
Formaciones costeras en Niue

| Parámetros climáticos promedio de Alofi, Niue | Parámetros climáticos promedio de Alofi, Niue | Parámetros climáticos promedio de Alofi, Niue | Parámetros climáticos promedio de Alofi, Niue | Parámetros climáticos promedio de Alofi, Niue | Parámetros climáticos promedio de Alofi, Niue | Parámetros climáticos promedio de Alofi, Niue | Parámetros climáticos promedio de Alofi, Niue | Parámetros climáticos promedio de Alofi, Niue | Parámetros climáticos promedio de Alofi, Niue | Parámetros climáticos promedio de Alofi, Niue | Parámetros climáticos promedio de Alofi, Niue | Parámetros climáticos promedio de Alofi, Niue | Parámetros climáticos promedio de Alofi, Niue |
| Mes                                           | Ene.                                          | Feb.                                          | Mar.                                          | Abr.                                          | May.                                          | Jun.                                          | Jul.                                          | Ago.                                          | Sep.                                          | Oct.                                          | Nov.                                          | Dic.                                          | Anual                                         |
| --------------------------------------------- | --------------------------------------------- | --------------------------------------------- | --------------------------------------------- | --------------------------------------------- | --------------------------------------------- | --------------------------------------------- | --------------------------------------------- | --------------------------------------------- | --------------------------------------------- | --------------------------------------------- | --------------------------------------------- | --------------------------------------------- | --------------------------------------------- |
| Temp. máx. abs. (°C)                          | 38                                            | 38                                            | 32                                            | 36                                            | 30                                            | 32                                            | 35                                            | 37                                            | 36                                            | 31                                            | 37                                            | 36                                            | 38                                            |
| Temp. máx. media (°C)                         | 28                                            | 29                                            | 28                                            | 27                                            | 26                                            | 26                                            | 25                                            | 25                                            | 26                                            | 26                                            | 27                                            | 28                                            | 27                                            |
| Temp. media (°C)                              | 26                                            | 27                                            | 26                                            | 25                                            | 25                                            | 23                                            | 22                                            | 23                                            | 23                                            | 24                                            | 25                                            | 26                                            | 25                                            |
| Temp. mín. media (°C)                         | 23                                            | 24                                            | 24                                            | 23                                            | 22                                            | 21                                            | 20                                            | 20                                            | 21                                            | 21                                            | 22                                            | 23                                            | 22                                            |
| Temp. mín. abs. (°C)                          | 20                                            | 20                                            | 20                                            | 14                                            | 15                                            | 13                                            | 11                                            | 11                                            | 15                                            | 15                                            | 11                                            | 17                                            | 11                                            |
| Precipitación total (mm)                      | 260                                           | 250                                           | 300                                           | 200                                           | 130                                           | 80                                            | 90                                            | 100                                           | 100                                           | 120                                           | 140                                           | 190                                           | 1960                                          |
| Fuente: Weatherbase                           |                                               |                                               |                                               |                                               |                                               |                                               |                                               |                                               |                                               |                                               |                                               |                                               |                                               |

### Geología

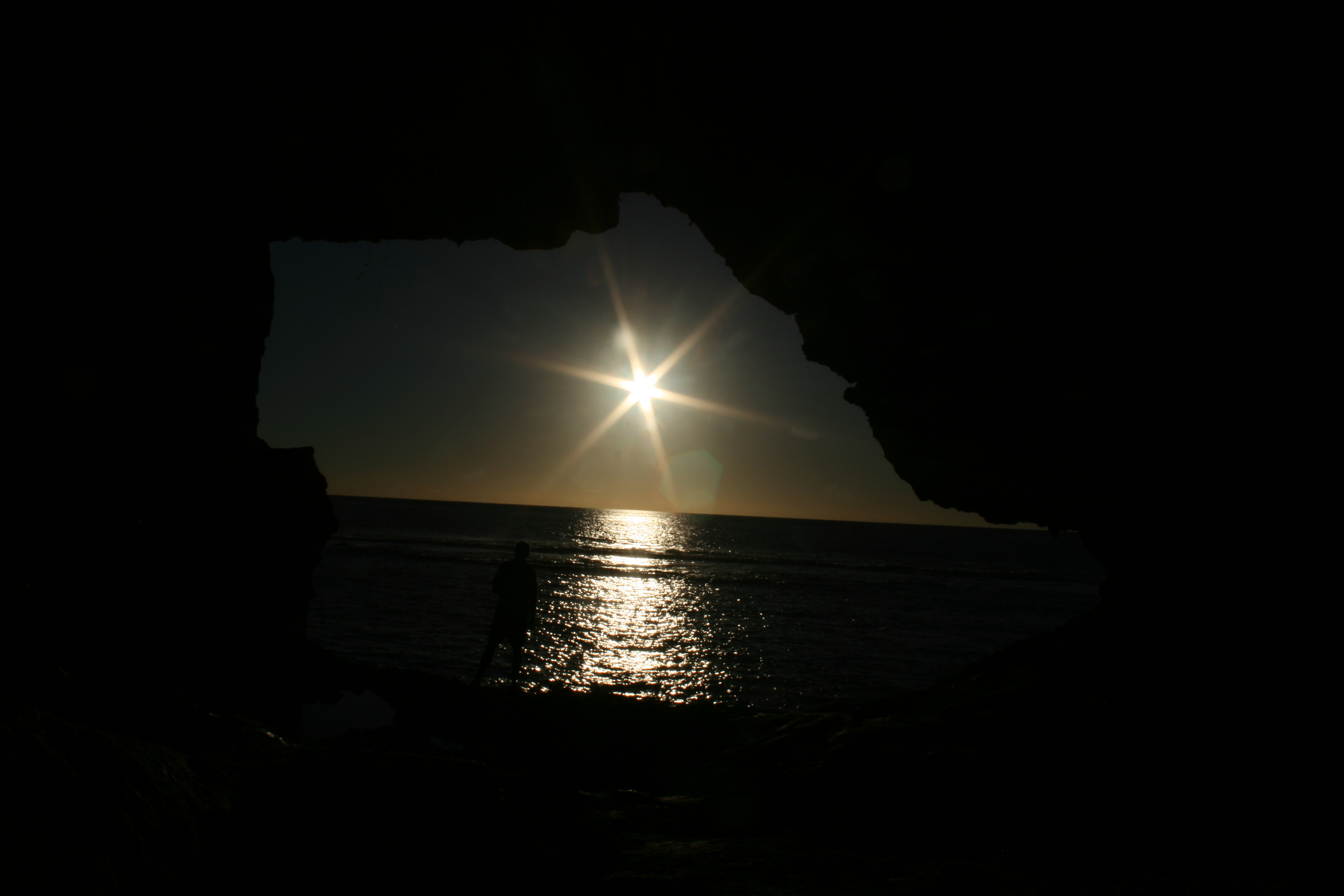
Puesta de sol desde una cueva de Niue

Niue, una pequeña isla aislada en el Océano Pacífico Sur, se conoce a menudo como la «Roca de Polinesia».Con una superficie aproximada de 261 kilómetros cuadrados, es una de las islas coralinas más grandes del mundo en su tipo. Geológicamente, Niue presenta un estudio fascinante debido a su formación única, su composición y los procesos que han modelado su paisaje a lo largo de milenios. 
La geología de Niue es principalmente consecuencia del desarrollo de los arrecifes de coral, la actividad volcánica y la posterior erosión. Se cree que Niue se formó a partir de un punto caliente volcánico en la corteza oceánica, dando lugar a la aparición de una isla volcánica. Con el tiempo, la masa volcánica se cubrió y rodeó de una gruesa capa de arrecifes de coral que empezaron a crecer alrededor de la isla a medida que el clima se calentaba y subía el nivel del mar.
Con una antigüedad de unos 30 millones de años, la isla muestra evidencias de su origen volcánico a través de la presencia de depósitos de roca volcánica y caliza. El levantamiento de la isla se vio favorecido por los movimientos tectónicos de la placa del Pacífico, que dieron lugar a las prominentes formaciones calizas que se ven hoy en día.

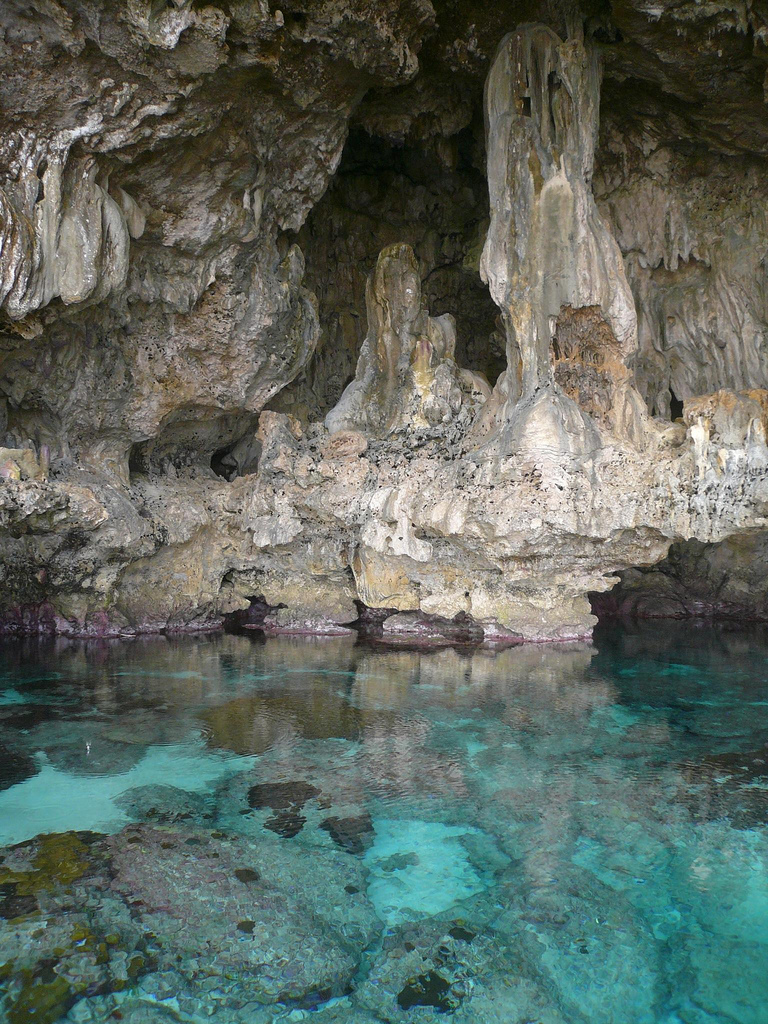
La Cueva de Avaiki esta conectada al mar por túneles submarinos

El tipo de roca predominante en Niue es la caliza, que representa alrededor del 90% de la composición geológica de la isla. La caliza es principalmente biogénica; consiste en gran parte en carbonato cálcico derivado de la acumulación de restos de coral y otros organismos marinos durante millones de años. Esto hace que Niue sea rica en fósiles y proporciona información sobre los entornos marinos del pasado.
Además de piedra caliza, también hay fragmentos de roca volcánica, sobre todo en las regiones central y oriental de la isla. Estos restos recuerdan los ardientes comienzos de la isla. La caliza se caracteriza por su porosidad, que le permite crear formas únicas, como cuevas subterráneas y sumideros, que son prominentes en la isla.
Los procesos geológicos que han modelado Niue han dado lugar a una gran variedad de accidentes geográficos. La costa de la isla está marcada por abruptos acantilados y un litoral escarpado, salpicado de pintorescas bahías y ensenadas. Los acantilados, que alcanzan alturas de hasta 30 metros, están compuestos en su mayoría por piedra caliza elevada, formada como resultado de la erosión marina y el levantamiento tectónico.
Niue también destaca por sus singulares sistemas de cuevas, como la famosa cueva de Avaiki y las cuevas de Limu. Estas formaciones son el resultado de procesos erosivos en la caliza; la infiltración de agua ha disuelto secciones de roca a lo largo del tiempo, creando intrincadas estructuras de cuevas y formaciones como estalactitas y estalagmitas. La rica biodiversidad terrestre de la isla, que incluye especies vegetales endémicas, depende en gran medida de estas características geológicas como hábitat.
Las características geológicas de Niue han influido mucho en su ecología. El sustrato calcáreo sustenta diversos ecosistemas, como la selva tropical, los arrecifes de coral y formaciones terrestres únicas. La flora y la fauna de la isla están adaptadas a sus suelos porosos y a la alta salinidad del océano circundante, lo que contribuye a su biodiversidad.

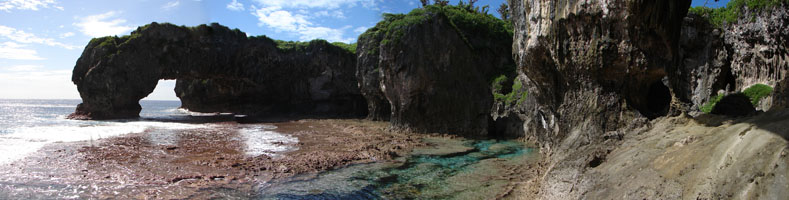
Los arcos naturales de Talava en Niue

Culturalmente, la geología de Niue tiene una gran importancia para sus habitantes. Las prácticas tradicionales, como la agricultura y la pesca, han sido moldeadas por el paisaje geológico. Las formaciones calizas sirven de fortificaciones naturales y proporcionan recursos como el vidrio de coral, un material local utilizado tradicionalmente para fabricar herramientas.
La geología de Niue es un notable tapiz tejido a partir de sus orígenes volcánicos, el desarrollo del coral y la extensa erosión a lo largo del tiempo. Esta intrigante isla, con sus acantilados de piedra caliza, cuevas y ecosistemas únicos, ofrece valiosas perspectivas sobre los procesos geológicos y la relación entre el medio ambiente y la cultura humana. Comprender la geología de Niue no sólo mejora nuestro conocimiento de la propia isla, sino que también contribuye a debates más amplios sobre la formación de islas, la biodiversidad y el desarrollo sostenible en la región del Pacífico.

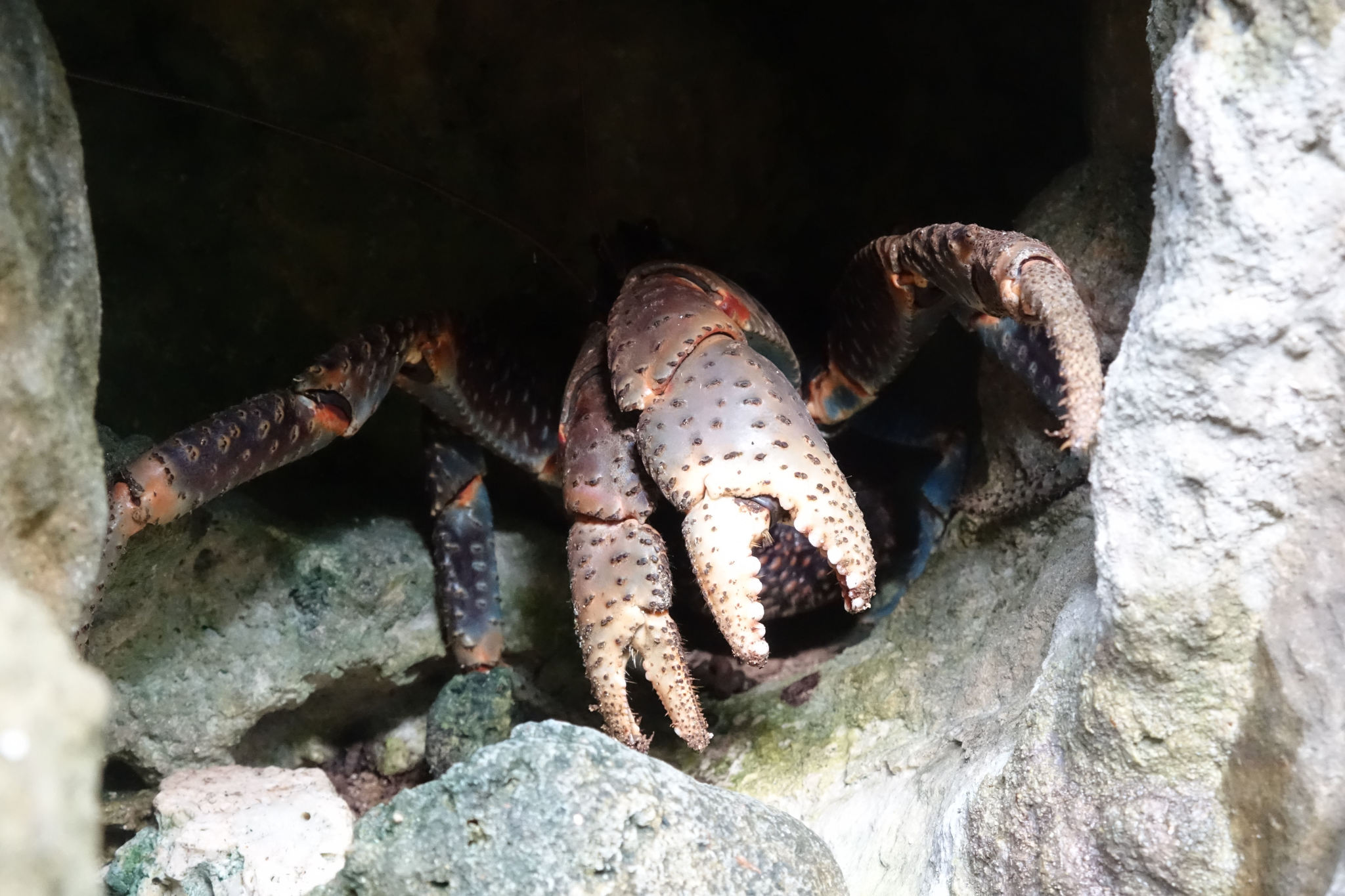
Un cangrejo de los cocoteros (Birgus latro) en Niue

### Flora y Fauna
La flora y la fauna de Niue encarnan el rico tapiz ecológico de la isla, mostrando una mezcla de biodiversidad autóctona y adaptaciones únicas al entorno del Pacífico. El delicado equilibrio de este ecosistema es vital no sólo para la vida salvaje de la isla, sino también para los medios de subsistencia y el patrimonio cultural del pueblo de Niue. Como las presiones del cambio climático y la actividad humana siguen poniendo en peligro estos ecosistemas, es esencial dar prioridad a los esfuerzos de conservación y fomentar un conocimiento más profundo del extraordinario patrimonio natural de la isla.
A pesar de su relativo modesto tamaño (sólo 26100 hectáreas), Niue cuenta con una diversidad única de flora y fauna, que se debe a su posición geográfica aislada y a una gran variedad de hábitats, como entornos costeros, acantilados calcáreos, bosques y ecosistemas marinos. Este artículo explora la extraordinaria fauna y flora de Niue, destacando su importancia ecológica y los esfuerzos de conservación necesarios para preservar este vibrante ecosistema.
La flora de Niue es una mezcla de especies autóctonas e introducidas, reflejo tanto del patrimonio natural de la isla como de la influencia humana. Las principales características de la flora de la isla son las siguientes

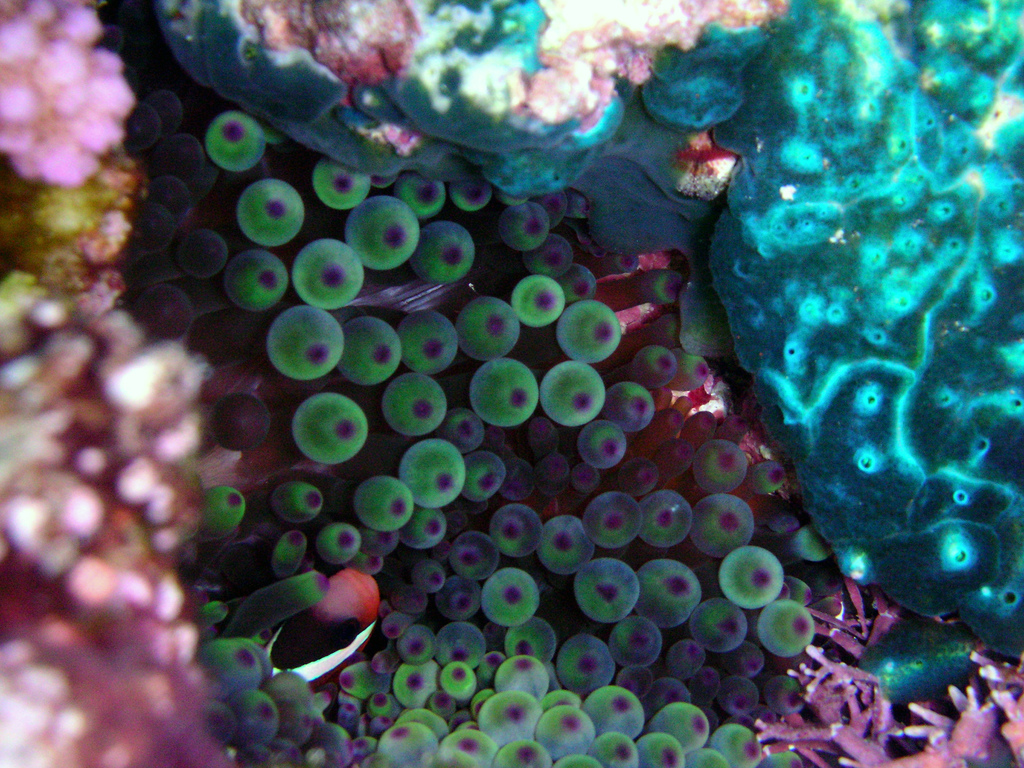
Anemona de mar (Entacmaea quadricolor) en Niue

El interior de Niue presenta ecosistemas de bosques calizos dominados por árboles autóctonos como las especies Intsia bijuga (Kwila) y Ficus. Estos bosques se caracterizan por una densa cubierta de copas, que sirve de hábitat a diversas especies de aves, insectos y epífitas.
El litoral está adornado con plantas tolerantes a la sal, como la Scaevola taccada (col de playa) y el Hibiscus tiliaceus(hibisco de playa). Estas plantas desempeñan un papel esencial en la estabilización de las costas arenosas y proporcionan refugio a numerosas especies de aves.
Niue alberga varias especies de plantas endémicas, que se han adaptado a las condiciones ecológicas específicas de la isla. Ejemplos notables son la especie Neoregalia (un tipo de bromelia) y varios helechos.
Aunque la flora de Niue conserva un número importante de especies autóctonas, la introducción de plantas foráneas -como la guayaba (Psidium guajava) y el coco (Cocos nucifera)- ha tenido repercusiones ecológicas, a menudo superando a las especies autóctonas y alterando la dinámica del hábitat.

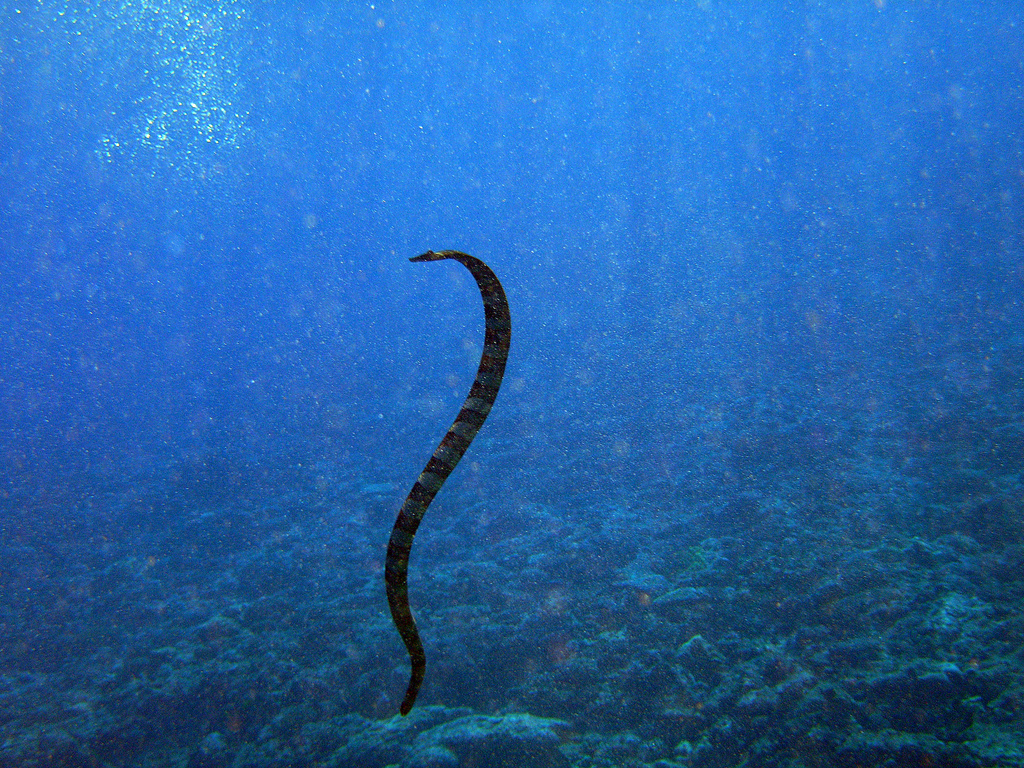
Una serpiente marina de cola plana (Laticauda schistorhynchus) en aguas de Niue

La fauna de Niue, aunque limitada en comparación con la de otras islas más grandes, presenta una fascinante variedad de especies salvajes, tanto terrestres como marinas. Entre los aspectos clave de la fauna de la isla destacan:
La isla alberga unas 30 especies de aves, con varias especies residentes y migratorias. Entre las autóctonas destacan el charrán bridado (Onychoprion anaethetus), el chorlitejo dorado del Pacífico (Pluvialis fulva) y la monarca de Niue (Pomarea nigra). La observación de aves es una actividad popular, sobre todo para observar estas especies en sus hábitats naturales.
Rodeada de vibrantes arrecifes de coral, Niue presume de una impresionante diversidad de vida marina, que incluye varias especies de peces, moluscos y crustáceos. Las aguas cristalinas albergan peces de arrecife como el pez loro, el pez payaso y el pez ballesta, así como especies más grandes como tortugas y avistamientos ocasionales de delfines y ballenas, sobre todo durante las épocas de migración.
Niue alberga algunas especies de reptiles autóctonos, como eslizones y ocasionales salamanquesas. La isla también alberga una rica variedad de invertebrados, sobre todo en las regiones costeras, donde cangrejos, erizos de mar y mariscos prosperan entre los arrecifes de coral.

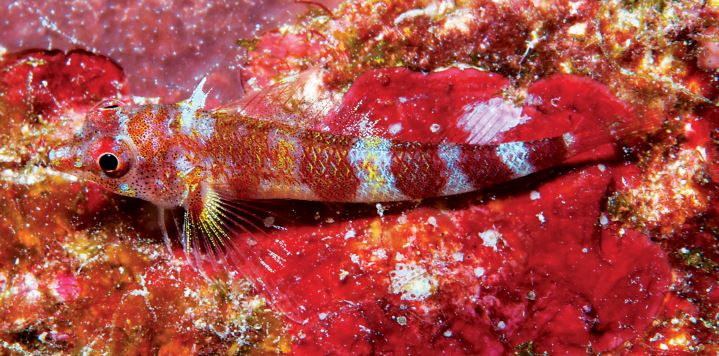
Un pez blenio de triple aleta (Enneapterygius niue) en aguas de Niue

Al igual que la flora, Niue posee una fauna endémica, incluidas especies de invertebrados con una adaptación única. Sin embargo, también se enfrenta a especies introducidas, como ratas y ratones, que pueden amenazar a las poblaciones de fauna autóctona.
Los ecosistemas únicos de Niue están sometidos a la presión de múltiples problemas medioambientales, como el cambio climático, la degradación del hábitat y el impacto de las especies invasoras. Se están realizando esfuerzos para preservar y proteger la biodiversidad de la isla a través de diversas iniciativas de conservación, en las que participan comunidades locales, organizaciones y el gobierno. 

## Economía

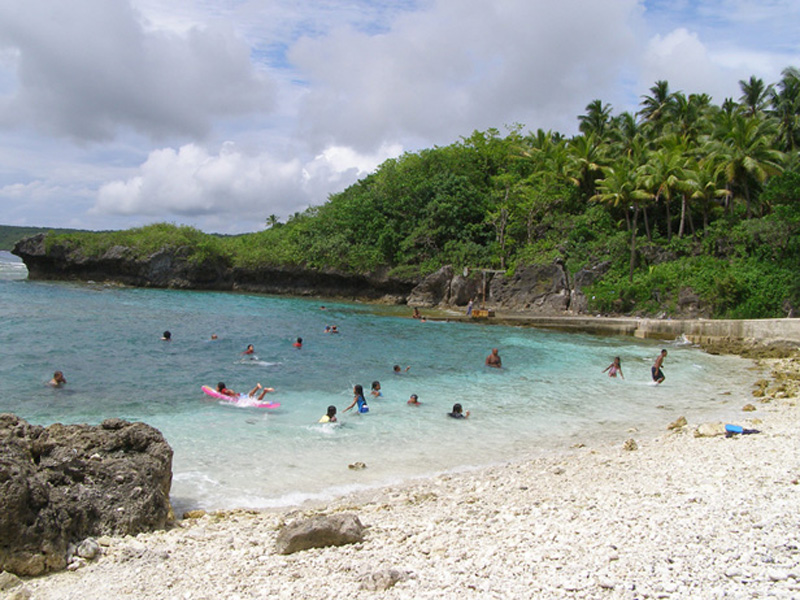
Playa Avatele

La economía de Niue es en gran medida dependiente de la ayuda de Nueva Zelanda. Los gastos del gobierno con regularidad exceden ingresos, y el déficit es arreglado por subvenciones de Nueva Zelanda que son usadas para pagar salarios a empleados públicos. Niue ha reducido gastos públicos reduciendo los servicios a casi la mitad.
El sector agrícola consiste principalmente en la horticultura de subsistencia, aunque algunos cultivos vendidos y no utilizados como forraje sean cultivados para la exportación. La industria consiste principalmente en pequeñas fábricas que procesan maracuyá, petróleo, miel y coco. La venta de sellos, principalmente a coleccionistas extranjeros, es una fuente importante de ingresos.
La isla en años recientes ha sufrido una pérdida seria de la población debido a la emigración de niuanos a Nueva Zelanda. Los esfuerzos para aumentar PIB incluyen la promoción de turismo y una industria de servicios financiera.

### Moneda y finanzas
La moneda utilizada en Niue es el dólar neozelandés. En el presupuesto de 2005 el gasto fue de 21,9 millones de dólares neozelandeses, y los ingresos de 21,5 millones. Entre los ingresos más importantes destacan: el impuesto sobre la renta y las tasas además de la asistencia financiera de Nueva Zelanda. Una importante fuente de reposición del presupuesto son también los sellos postales y las monedas de colección. El PNB del año 2000 fue de 7 600 000 dólares y el PNB per cápita fue de 3600 dólares, datos que sitúan al país en la 231.ª posición.

### Turismo

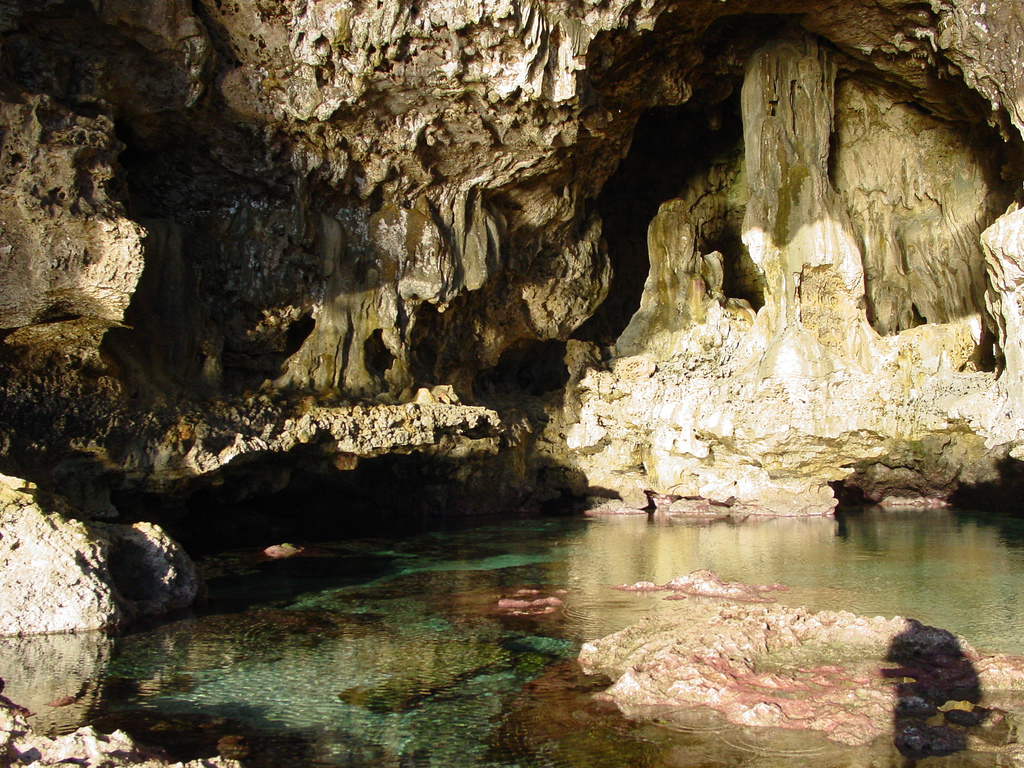
Avaiki.

El turismo ha sido identificado como uno de los tres sectores económicos más importantes para el desarrollo económico en Niue (los otros dos son la pesca y la agricultura). En el año 2006, el gasto estimado de los visitantes alcanzó los 1,6 millones de dólares, por lo que el turismo se ha convertido en una importante fuente de ingresos para Niue. Niue seguirá recibiendo el apoyo directo del gobierno y de los organismos donantes en el extranjero. El único aeropuerto es el Aeropuerto Internacional de Niue. Air New Zealand es la única compañía que actúa en Niue volando una vez a la semana. En el año 2005 se hizo cargo de Polynesian Airlines que dejó de volar en noviembre de ese mismo año. 
Existe actualmente una estrategia de desarrollo turístico para aumentar el número de habitaciones disponibles para los turistas extranjeros en un nivel sostenible. Niue también está tratando de atraer a inversores extranjeros para invertir en la industria del turismo ofreciendo a la empresa derechos de importación y concesiones fiscales como incentivos.

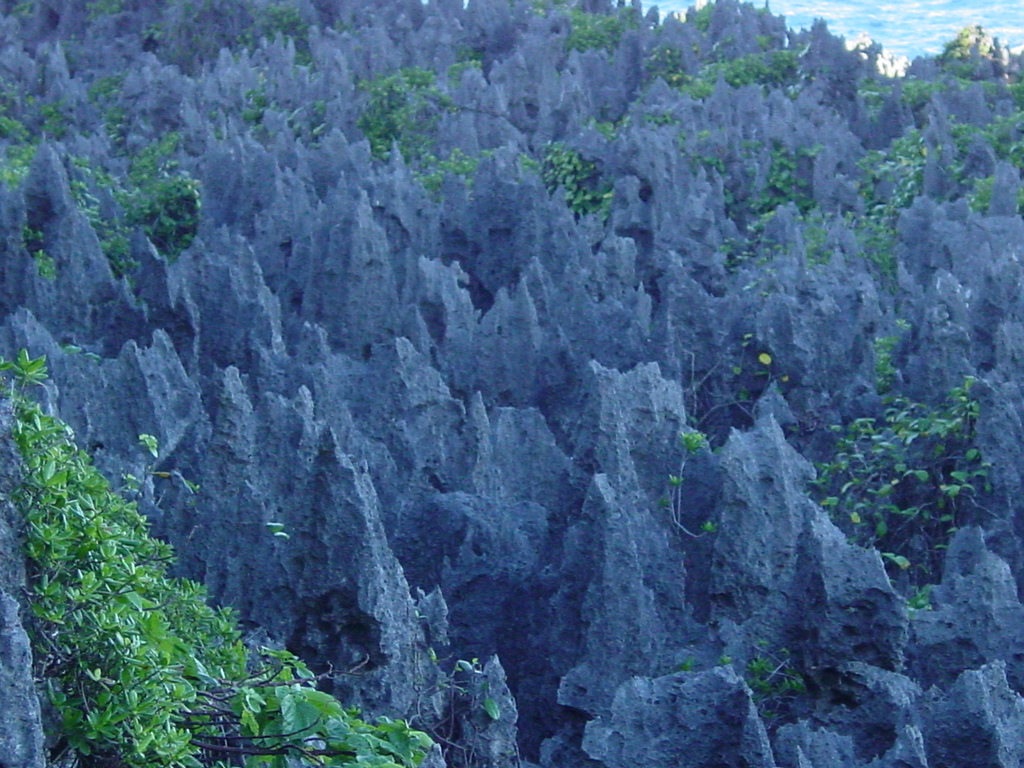
Corales en Niue

El paisaje de Niue está dominado por espectaculares acantilados de piedra caliza, cuevas y simas, que lo convierten en un paraíso para los amantes de las actividades al aire libre. Entre las atracciones más populares figuran los arcos de Talava, un arco natural de piedra caliza de 35 metros de altura, y la sima de Matapa, un hermoso lugar para nadar y bucear. Las aguas cristalinas de la isla son perfectas para bucear, practicar esnórquel y nadar con delfines y ballenas jorobadas durante su época de migración, de julio a septiembre.
Niue ofrece diversas actividades de aventura para los amantes de las emociones fuertes. Los visitantes pueden explorar los senderos marinos de la isla, que conducen a playas y pozas escondidas. El kayak, las excursiones en 4x4 y el senderismo por cuevas son formas populares de conocer el terreno escarpado de la isla. Para los amantes de la pesca, las aguas de Niue ofrecen excelentes oportunidades para esta actividad.

Los habitantes de Niue son conocidos por su naturaleza cálida y acogedora, y los visitantes pueden sumergirse en la cultura local a través de diversos festivales, arte y artesanía. En la isla se celebran animados festivales en los que los turistas pueden disfrutar de la danza, la comida y la música tradicionales. El Museo Nacional de Niue ofrece una visión fascinante de la historia y la cultura de la isla, mientras que los mercados locales brindan la oportunidad de adquirir artesanía única y productos frescos.

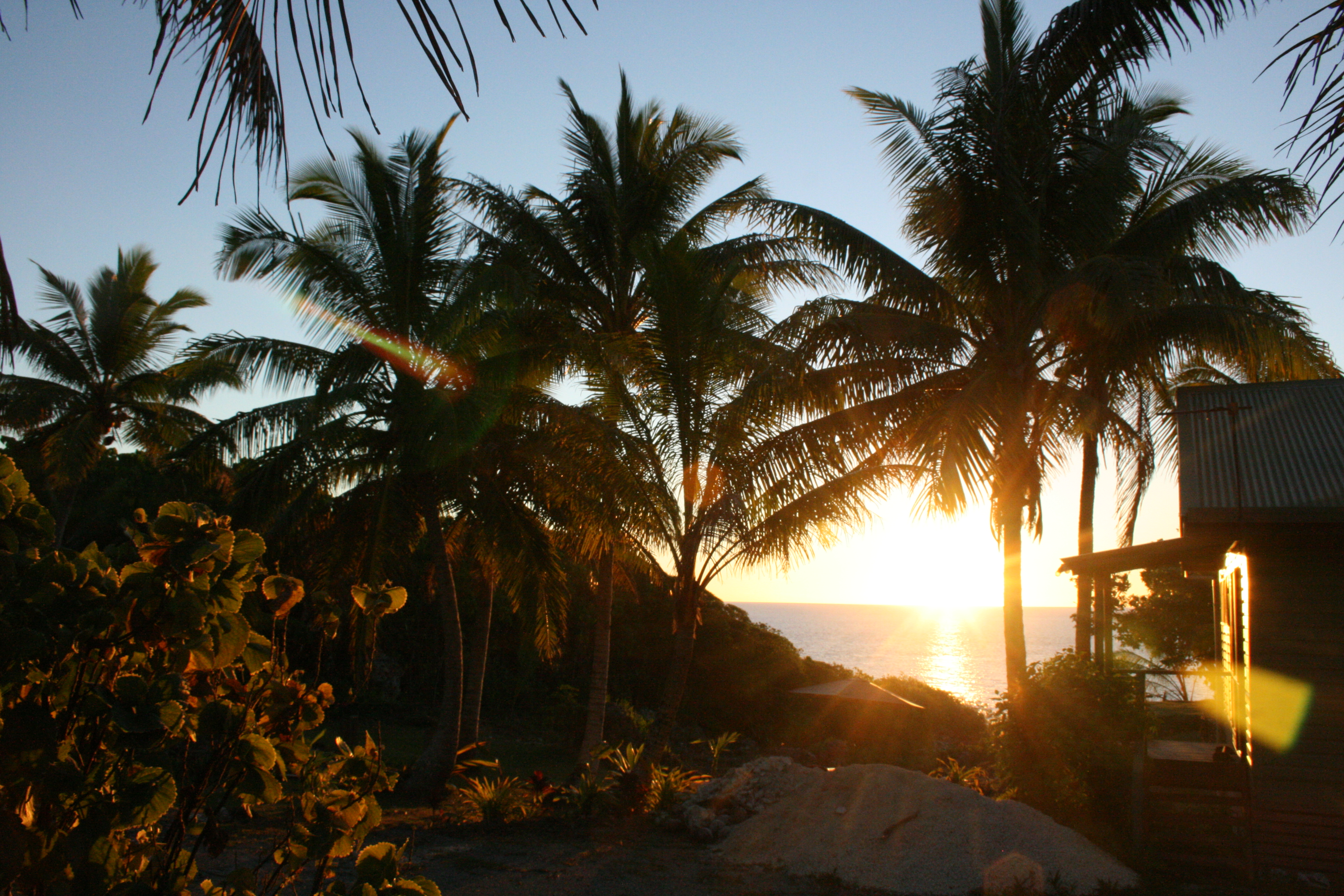
Una puesta del sol en un hotel de Niue

Niue ofrece diversas opciones de alojamiento que se adaptan a diferentes preferencias y presupuestos. Desde acogedoras pensiones y casas de familia hasta lujosos complejos turísticos. Muchos alojamientos son de gestión familiar, lo que proporciona un toque personal y la oportunidad de experimentar la hospitalidad niueña de primera mano.
El turismo en Niue está estrechamente ligado a la sostenibilidad y a la conservación de la belleza natural de la isla. Se hacen esfuerzos para minimizar el impacto ambiental del turismo, con iniciativas para proteger la vida marina, promover prácticas ecológicas y apoyar a las comunidades locales.
Niue es un destino que ofrece una mezcla única de belleza natural, aventura y riqueza cultural. Su pequeño tamaño y su ambiente discreto lo convierten en una escapada ideal para quienes buscan explorar destinos poco frecuentados.

### Relaciones económicas externas
La lejanía de los principales mercados y la ausencia de grandes reservas de mineral imponen una limitación significativa de la producción a escala industrial. La principal característica del comercio exterior de Niue es una tasa muy baja de exportaciones y una tasa muy elevada de importaciones. Las principales importaciones son de alimentos, productos manufacturados, maquinaria, combustible, equipos médicos y medicinas y las principales exportaciones son de productos agrícolas. Sus socios principales son los mismos que los del comercio internacional de Nueva Zelanda. 
En el período comprendido entre 1996 a 2004, el volumen de las importaciones varió de 3,7 millones de dólares neozelandeses a 11,9 millones, con un promedio de importaciones procedentes de Nueva Zelanda de 4,5 millones.

## Infraestructura

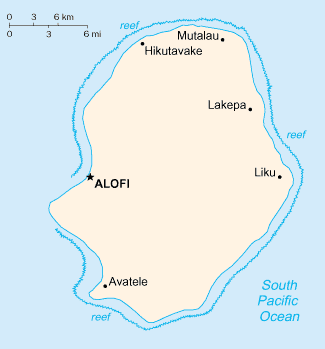
Mapa de la isla de Niue.

El transporte en Niue consiste en una red de carreteras, un aeropuerto y un puerto de mar. Una carretera de circunvalación alrededor de la costa de la isla es la vía principal, pero también existen carreteras en toda la meseta central que une al pueblo de Alofi con Lakepa, Liku y Hakupu en la costa opuesta. Todos los pueblos en Niue están conectados por carreteras. También hay caminos de utilidad para el interior y algunas zonas costeras que son utilizados principalmente para el acceso a las plantaciones de taro, el coco y áreas de acceso a pie a la mar. 
El Aeropuerto Internacional de Niue se encuentra en el oeste de la isla, al sur de Alofi y es el único aeródromo de la isla. El aeropuerto fue ampliado en el año 1995 para permitir a los aviones Boeing 737 despegar con su máxima capacidad de peso. Los Boeing 737-300, Boeing 737-800 y Boeing 757 son los principales aviones que han utilizado el aeropuerto. Air New Zealand es la única compañía aérea que actúa Niue, con un vuelo semanal hacia Auckland. 
Niue tiene un puerto de mar, el "Sir Robert's Wharf" en Alofi, que sólo se puede usar por las embarcaciones pequeñas de fondo plano debido a su poco calado. El carguero MV Tiare de Arrecifes utiliza el muelle cuando el mar está en calma. En caso contrario los buques de carga utilizan los puntos de atraque de los barcos de pesca a unos 100 metros de los arrecifes para descargar su carga. 
La mayoría de los hogares de Niue cuentan con un vehículo propio. Hay cuatro compañías de alquiler de coches que también alquilan bicicletas, motos y minibuses.

### Internet
El dominio de Internet de Niue, .nu, fue registrado por el empresario estadounidense William (Bill) Semich, quien en 1997 hizo un llamado a la ICANN para poder obtener su administración y venta. Semich y su compañía IUSN Internet Users Society – Niue lograron el control del dominio, el cual tuvo un formidable éxito de ventas, en especial en Suecia, dada la homofonía con la palabra sueca nu, es decir, ahora. En 2007, el volumen anual de los negocios de Semich se estimaba entre 4 y 6 millones de dólares.
El gobierno de Niue hizo reiterados reclamos a Semich por el control de lo que considera un recurso nacional. Un primer acuerdo se logró con la promesa de la IUSN de dotar a los habitantes de Niue de acceso gratuito a Internet por medio de conexiones de Wi FI.  Este servicio sería llevado a cabo por la compañía subsidiaria; Rocket Systems Limited.
Sin embargo, en 2011, el primer ministro de la isla, Toke Talagi, señaló en una entrevista que la red de Wi Fi provista por IUSN no cubría todas las aldeas de la isla y que los usuarios debían pagar por ella, por lo cual no abarcaba todo el territorio, ni era gratuita como solía afirmar Semich.
Esta y otras declaraciones llevaron a nuevas negociaciones en las cuales se logró un nuevo acuerdo de cooperación. En abril de 2016, un comunicado conjunto del gobierno de Niue y de Rocket Systems estableció el compromiso de "trabajar juntos para lograr un camino de desarrollo que sea beneficioso para ambas partes y para el pueblo de Niue.
En lo que respecta al dominio en sí, desde el 2 de septiembre de 2013, la compañía sueca The Internet Infrastructure Foundation  (.SE) asumió la administración y control técnico del mismo.

## Demografía

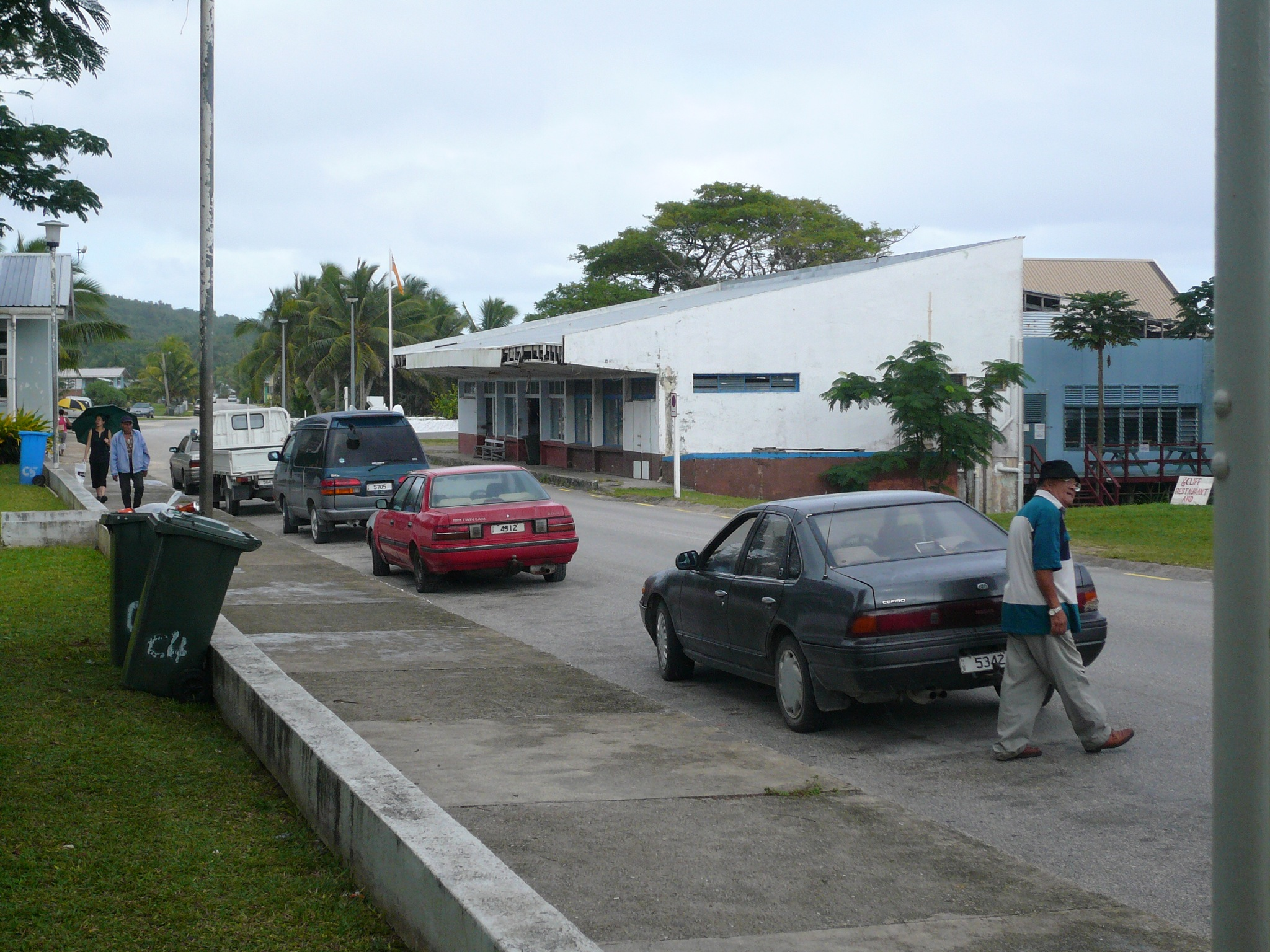
Alofi, capital de Niue.

La población actual de Niue es de 1681 personas según el censo del año 2022. Tanto la natalidad como la mortalidad son muy bajas lo que dificulta el crecimiento de una población que ha ido decayendo con el paso de los años desde los 5200 habitantes registrados en 1960 a los poco más de 2000 registrados en el año 2000, aunque en los últimos años la población ha experimentado un gran crecimiento. La capital es Alofi y es la ciudad más poblada con unos 750 habitantes aproximadamente.

### Etnias
En 1996, la población nacida en Niue era de 2089 habitantes en la isla y 5474 habitantes en Nueva Zelanda. La población indígena de Niue, proviene de un pueblo de Polinesia, cuyos ancestros se cree que han navegado desde la isla de Tonga, Samoa o la isla de Pukapuka.
Según el censo del año 2001, la población aborigen fue del 94,6 %, los provenientes de otras islas del Pacífico 2,5 %, europeos 2,7 % y asiáticos 0,2 %. El número de personas de Niue y ciudadanos de otras islas del Pacífico casadas entre sí era de un 2,4 %, y el de niueanos y europeos un 1,6 %.
La población de Niue está compuesta predominantemente por niueños, con un porcentaje menor de niueños parciales y otros grupos étnicos.
La mayoría de la población de Niue se identifica como niueña. Los niueños son de ascendencia polinesia, con raíces históricas que se remontan a los colonos de Samoa y Tonga alrededor del año 900 d. C.2 . La cultura de Niue está profundamente influenciada por estos vínculos ancestrales, y las tradiciones, la lengua y las costumbres de la isla reflejan esta herencia.
Una parte significativa de la población está formada por niuenses parciales, que tienen una herencia mixta. Este grupo comparte a menudo prácticas y tradiciones culturales con los niueños, lo que contribuye a la diversidad cultural de la isla.
Aunque la mayoría son niuenses y parcialmente niuenses, también hay pequeñas comunidades de otros grupos étnicos, como europeos, chinos, indios, japoneses y otros isleños del Pacífico Sur. Estos grupos han inmigrado a Niue a lo largo de los años, contribuyendo al ambiente multicultural de la isla1.
A pesar de la diversidad, los niuenses y los parcialmente niuenses forman el núcleo de la identidad cultural de la isla. Los festivales, las artes tradicionales y los actos comunitarios de la isla celebran a menudo este patrimonio compartido, fomentando un sentimiento de unidad y orgullo entre los residentes.

### Educación

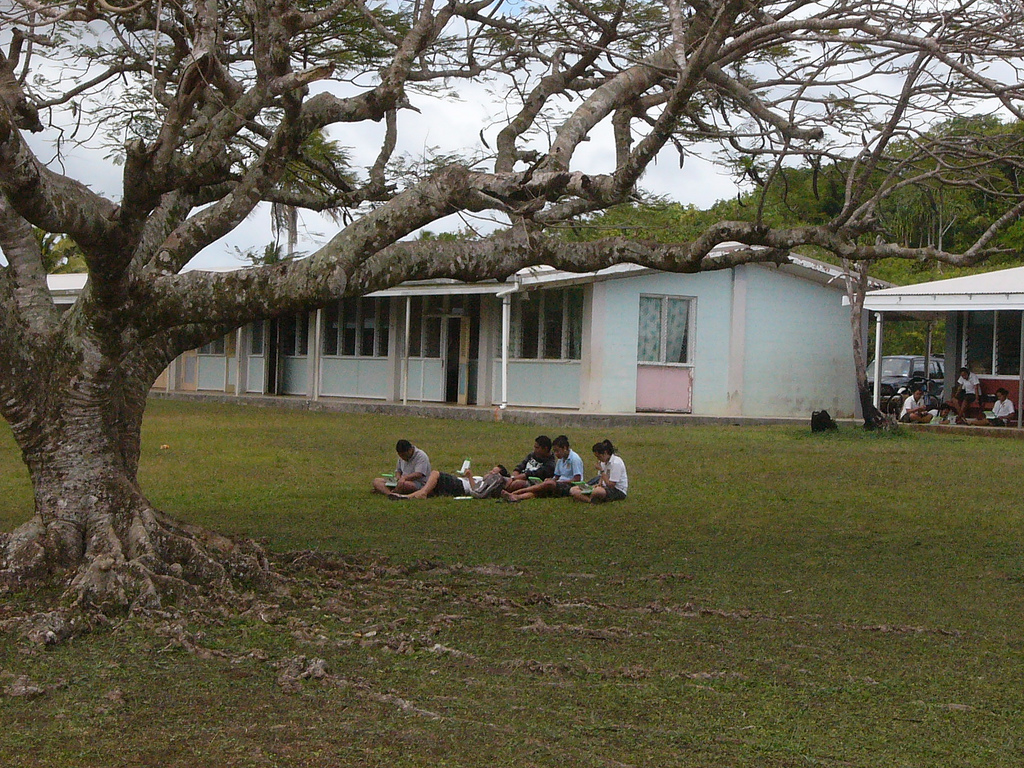
Estudiantes usando ordenadores portátiles en el patio de su colegio en Niue.

El sistema educativo se basa en el modelo de Nueva Zelanda, y tiene, básicamente, el mismo plan de estudios. La educación es obligatoria para los niños de 5 a 14 años. La tasa de alfabetización en el país es muy alta: de acuerdo con el gobierno de Niue alcanza el 99 %. Desde el año 1989, la única escuela primaria se encuentra en Alofi debido a la disminución de la población.
En Niue opera también una extensión de la Universidad del Pacífico Sur, que es la única institución del país, donde pueden continuar su educación después de la escuela secundaria. Gran parte de los niueanos reciben la educación en el extranjero: en Nueva Zelanda, Australia o Fiyi.
El 21 de agosto de 2008 cada escolar de Niue recibió una computadora portátil, distribuida en el marco de la Fundación One Laptop Per Child. La administración de la nación insular OLPC ha donado 500 ordenadores portátiles.

### Sanidad
Niue, una pequeña nación insular del Pacífico Sur, se enfrenta a retos sanitarios únicos debido a su escasa población y a su aislamiento geográfico. Con una población de unos 1.817 habitantes en 2023, Niue es uno de los países con menor población del mundo. Esto ha provocado un descenso del personal sanitario y el envejecimiento de la población, lo que supone una carga adicional para el sistema sanitario.

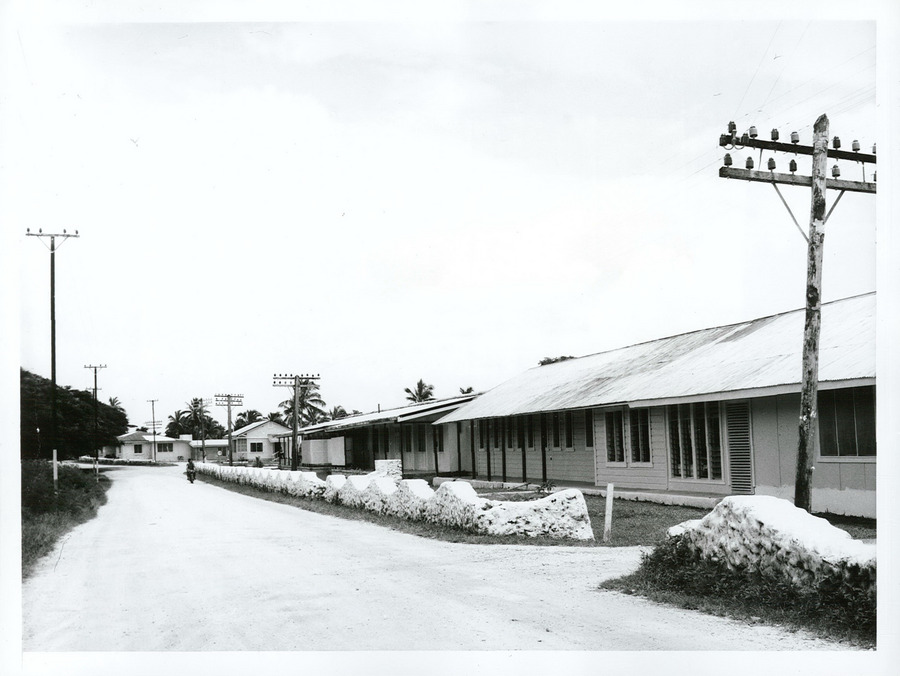
Hospital en Niue en 1966

El sistema sanitario de Niue se sustenta en el Hospital Niue Foou, que presta diversos servicios médicos. El gobierno se ha esforzado por mejorar las infraestructuras y los servicios sanitarios, incluida la creación de unidades sanitarias móviles y la telemedicina para llegar a zonas remotas. La Organización Mundial de la Salud (OMS) también desempeña un papel importante en el apoyo a las iniciativas sanitarias en Niue.
Las enfermedades no transmisibles, como la diabetes, la hipertensión y las enfermedades cardiovasculares, son las principales preocupaciones sanitarias en Niue. La prevalencia de estas enfermedades está relacionada con factores del estilo de vida, como la dieta y los niveles de actividad física1. Las campañas de salud pública se centran en promover estilos de vida saludables y medidas preventivas para reducir la carga de las ENT.
La salud mental es otra área crítica de preocupación. El aislamiento y la escasez de recursos pueden contribuir a que la población sufra problemas de salud mental. Se están haciendo esfuerzos para abordar la salud mental a través de programas comunitarios y servicios de apoyo.
Aunque Niue ha conseguido evitar brotes importantes de enfermedades infecciosas, permanece vigilante en la vigilancia y prevención de la propagación de enfermedades. La pandemia de COVID-19 puso de relieve la importancia de la preparación y la respuesta, y Niue aplicó medidas para proteger a sus residentes.
La disminución del personal sanitario es un reto importante para Niue. Se están realizando esfuerzos para formar y retener a los profesionales sanitarios con el fin de garantizar que la población tenga acceso a los servicios sanitarios esenciales.
Niue recibe apoyo de organizaciones internacionales, incluida la OMS, para reforzar su sistema sanitario y abordar los retos sanitarios. Este apoyo incluye financiación, asistencia técnica e iniciativas de capacitación.
En resumen, aunque Niue se enfrenta a varios retos sanitarios, como el envejecimiento de la población, las ENT y la disminución del personal sanitario, se están haciendo esfuerzos para mejorar los servicios sanitarios y promover estilos de vida saludables. Con el apoyo continuado de sus socios internacionales y centrándose en la atención preventiva, Niue pretende mejorar el bienestar de sus residentes y construir un sistema sanitario resistente.
En relación con el aislamiento del resto del mundo, a la isla de Niue no han llegado ni el sida ni la malaria. De vez en cuando se producen casos de hepatitis, tuberculosis y el dengue. La atención médica en la isla se lleva a cabo de forma gratuita a todos los residentes de Niue (los extranjeros tienen que pagar). El Hospital Central de Niue ha sido reconstruido en el año 2002. En el año 2001, la proporción de médicos y residentes de Niue fue de uno por cada 434 habitantes.

### Idiomas
Prácticamente todos los residentes de Niue hablan con fluidez en dos idiomas: inglés y niuano. Ambas lenguas son utilizadas en la vida pública. 

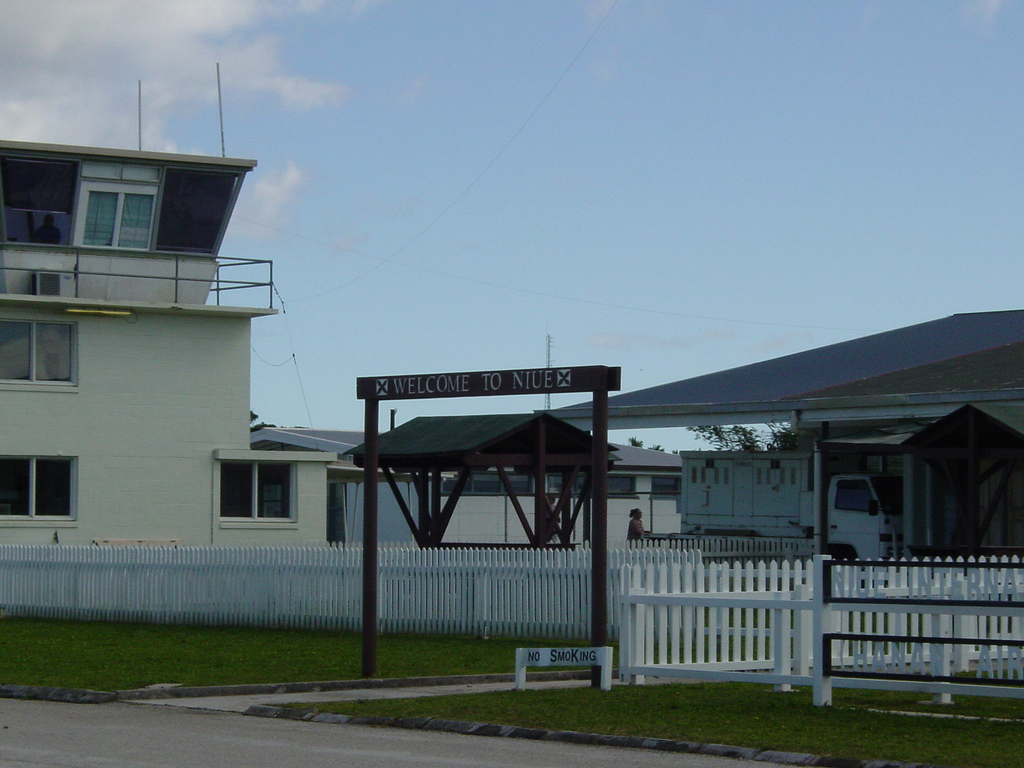
Cartel escrito en inglés en Niue

El niuano es representado por dos dialectos: motu (el dialecto del norte, es el más antiguo) y tafiti (el dialecto de la parte sur de la isla, más moderno). La diferencia consiste principalmente en la forma de la palabra y el vocabulario; por ejemplo, en motu guayaba se dice kautoga y en tafiti lala.
Niue posee un rico patrimonio lingüístico que refleja su historia y su diversidad cultural. Las principales lenguas habladas en Niue son el niueano y el inglés, y ambas desempeñan un papel importante en la vida cotidiana de sus habitantes.
El niueano, o vagahau niue, es la lengua autóctona de la isla. Pertenece a la familia de las lenguas polinesias y está estrechamente relacionada con el tongano y el samoano. El niueano es parte integrante de la identidad cultural de la isla y se utiliza en las ceremonias tradicionales, los medios de comunicación locales y la comunicación cotidiana entre los niueños. Los esfuerzos para preservar y promover la lengua niueana son vitales, ya que se considera en peligro debido a la escasa población y a la influencia de las lenguas globales.
El niueano es más que un medio de comunicación: es un vehículo de expresión cultural. Las canciones tradicionales, los bailes y las historias orales se transmiten en niueano, preservando el rico patrimonio de la isla. La lengua se utiliza de forma prominente en las reuniones comunitarias, las ceremonias religiosas y los medios de comunicación locales, lo que garantiza que siga siendo vibrante y relevante en los tiempos modernos.
Como muchas lenguas indígenas, el niueano se enfrenta a retos debido a la globalización y al dominio de las principales lenguas del mundo. Las generaciones más jóvenes, en particular, se inclinan más por el inglés, lo que hace temer el declive de la lengua. Sin embargo, se están realizando esfuerzos para revitalizar y preservar el niueano. Los programas de educación lingüística, las iniciativas culturales y la promoción del niueano en las escuelas y los medios de comunicación son pasos cruciales para garantizar la supervivencia de la lengua.
El gobierno de Niue y varias organizaciones culturales han promovido activamente la lengua. El niueano se enseña en las escuelas y hay iniciativas para crear materiales y recursos educativos en esta lengua. Además, los programas de radio, la literatura y los contenidos digitales en niueano ayudan a mantener la lengua accesible y atractiva para las generaciones más jóvenes.
El inglés también se habla mucho en Niue, y es lengua oficial junto con el niueano. Es la lengua de enseñanza en las escuelas y se utiliza en el gobierno, los negocios y el turismo. El dominio del inglés entre los niueños facilita la comunicación con el exterior y favorece la participación de la isla en los asuntos internacionales.
La mayoría de los niueños son bilingües, hablan con fluidez tanto el niueano como el inglés. Este bilingüismo mejora su capacidad para navegar entre contextos tradicionales y modernos, preservando su herencia cultural al tiempo que se involucran en los desarrollos globales.
La coexistencia del niueano y el inglés en la isla refleja una armoniosa mezcla de tradición y modernidad. Los festivales locales, los actos comunitarios y los programas educativos suelen incorporar ambas lenguas, fomentando un sentimiento de unidad y orgullo entre los residentes.
Reconociendo la importancia de preservar la lengua niueana, se han emprendido varias iniciativas. Entre ellas se incluyen programas de revitalización de la lengua, la inclusión del niueano en los planes de estudio escolares y la promoción de la literatura y los medios de comunicación niueños. Los esfuerzos para documentar y archivar la lengua son cruciales para garantizar su supervivencia para las generaciones futuras.

### Religión

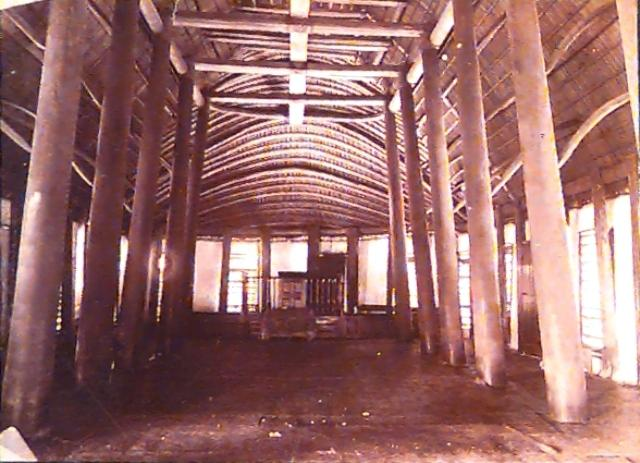
Iglesia Tradicional de Niue en 1896

La principal religión en Niue es el Cristianismo, siendo la denominación principal la congregacional. Según el censo del año 2018 el 69,96 % de la población es seguidora de la Iglesia de Niue, la rama local de la iglesia congregacional, que pasó a ser autónoma en 1970 y tiene una fuerte influencia en la sociedad contemporánea. Detrás le siguen los mormones con el 10% de la población. También hay un porcentaje de Testigos de Jehová 2 %, Adventistas del Séptimo Día (1 %), y de bahaí. Los católicos constituyen el 10 % de la población.
Niue es una pequeña nación insular con una población profundamente arraigada en los valores y tradiciones del cristianismo. La llegada de los misioneros cristianos en el siglo XIX marcó un importante punto de inflexión en la historia y la cultura de Niue, configurando el modo de vida de sus gentes hasta nuestros días.
Antes de la introducción del cristianismo, los habitantes de Niue practicaban sus creencias y rituales autóctonos, honrando a la naturaleza y a sus antepasados. Sin embargo, con la llegada de los misioneros europeos, sobre todo de la Sociedad Misionera de Londres, el cristianismo se impuso rápidamente en la isla. Los misioneros no sólo difundieron las enseñanzas del cristianismo, sino que también crearon escuelas e instalaciones sanitarias, contribuyendo al desarrollo social de Niue.
Uno de los aspectos clave del cristianismo que resonó entre la población de Niue fue el énfasis en el amor, la compasión y la comunidad. Estos valores coincidían con sus propias normas culturales de respeto a los demás y hospitalidad. Como resultado, el cristianismo se entrelazó con el tejido social de Niue, influyendo en todo, desde las estructuras familiares hasta la gobernanza.
En la actualidad, el cristianismo desempeña un papel central en la vida de los niuenses, y la mayoría de la población se identifica como cristiana. Las iglesias no son sólo lugares de culto, sino también centros comunitarios donde se celebran actos sociales y reuniones. El calendario eclesiástico influye en el ritmo de vida de la isla, con diversas fiestas religiosas y celebraciones que marcan el paso del tiempo.
Además, las enseñanzas del cristianismo han tenido un impacto significativo en el marco moral y ético de la sociedad niueña. Conceptos como la honradez, el perdón y la caridad están profundamente arraigados en la psique cultural, guiando las relaciones interpersonales y las interacciones dentro de la comunidad. La fe cristiana proporciona un sentimiento de unidad y pertenencia entre la población de Niue, fomentando un fuerte sentido de identidad y propósito.
La influencia del cristianismo en Niue ha sido profunda, moldeando el paisaje cultural, social y espiritual de la nación insular. Aunque los niueños siguen apreciando su herencia tradicional, el cristianismo se ha convertido en parte integrante de su identidad, reflejando la armoniosa mezcla de valores antiguos y nuevos en este rincón único del mundo.

## Cultura

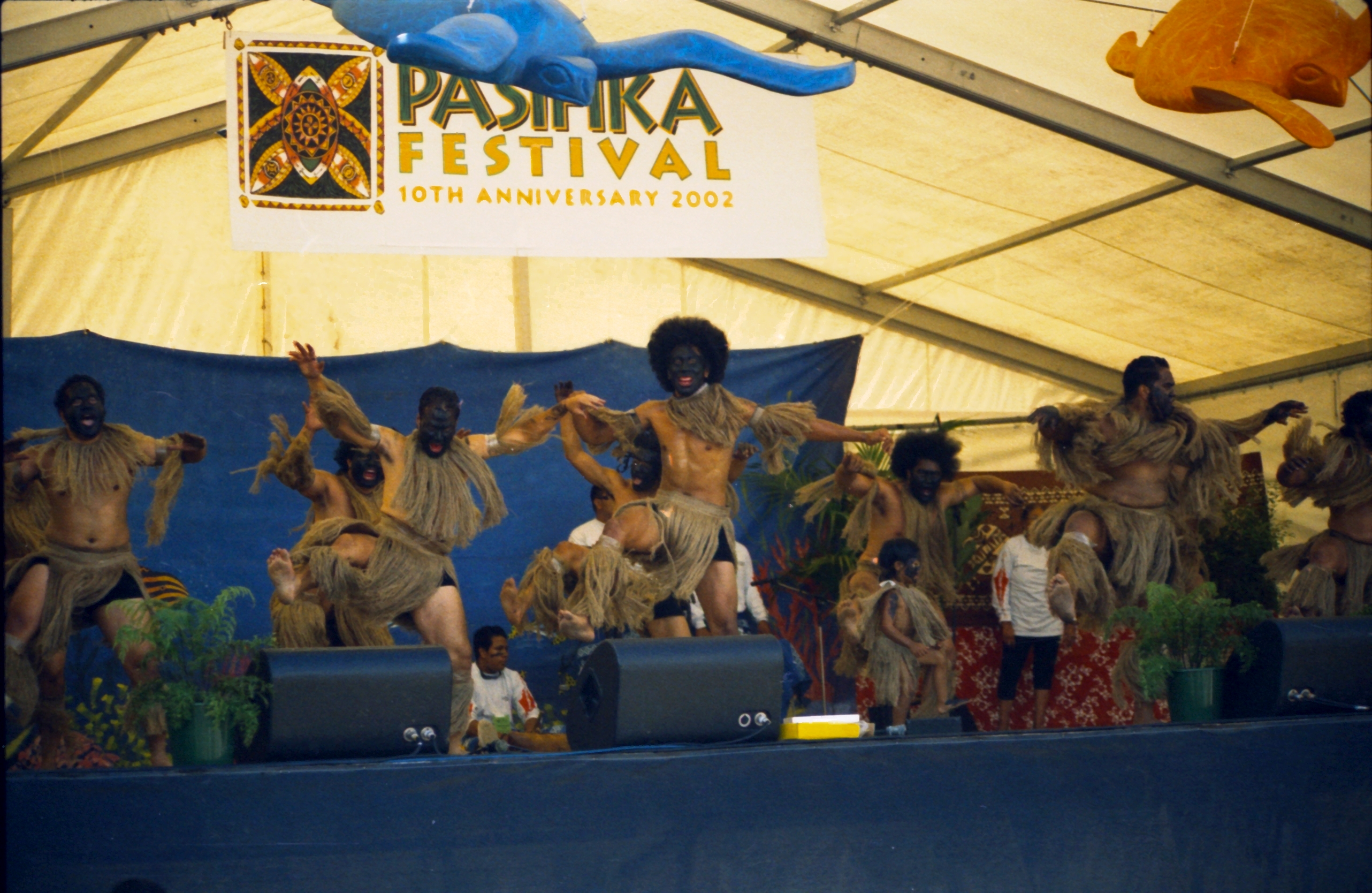
Bailes en un festival tradicional.

Probablemente la personalidad más prominente de Niue es el artista y escritor John Pule, autor del libro "The shark that ate the sun" (1992), y también pintor tanto sobre lienzo como sobre la tradicional tapa de tela. En el año 2005, Pule coescribió "Hiapo: Pasado y Presente en niueano Barkcloth", un estudio del arte tradicional niueano, con el escritor y antropólogo australiano Nicholas Thomas.
Niue posee un recién creado Departamento de Gobierno responsable de la preservación de la cultura, la tradición y el patrimonio de Niue. Como parte del reconocimiento de su importancia, el Gobierno ha decidido añadir la cultura de Niue como el sexto pilar del Plan Estratégico Integrado de Niue (NISP).

### Música y danza
Como en todos los pueblos polinesios, la música y la danza ocupan un lugar muy importante en la vida pública niueana. Sin embargo, una característica de las canciones tradicionales de Niue es que en su mayor parte no tienen acompañamiento musical. La única herramienta que se utiliza en los bailes es un tambor de madera, conocido como nafa. 
Las danzas principales que se realizan en la isla se realizan en el día de una boda o un nacimiento. El sábado es el día en el que la mayoría de las mujeres y los hombres realizan danzas.

### Fiestas
| Fecha           | Nombre en español         | Nombre local             |
| --------------- | ------------------------- | ------------------------ |
| 1 de enero      | Año Nuevo                 | New Year’s Day           |
| 6 de febrero    | Día de Waitangi           | Waitangi Day             |
| marzo-abril     | Semana Santa              | Good Friday              |
| marzo-abril     | Lunes de Pascua           | Easter Monday            |
| 25 de abril     | Día del ANZAC             | ANZAC Day                |
| 8 de junio      | Cumpleaños de la Reina    | Queen’s Birthday         |
| 16 de octubre   | Día de la Constitución    | Constitution Day         |
| 27 de octubre   | Día de Peniamina          | Peniamina Gospel Day     |
| 2 de diciembre  | Día tradicional del Takai | Takai Commission Holiday |
| 25 de diciembre | Navidad                   | Christmas Day            |
| 26 de diciembre | Boxing Day                | Boxing Day               |

## Deporte

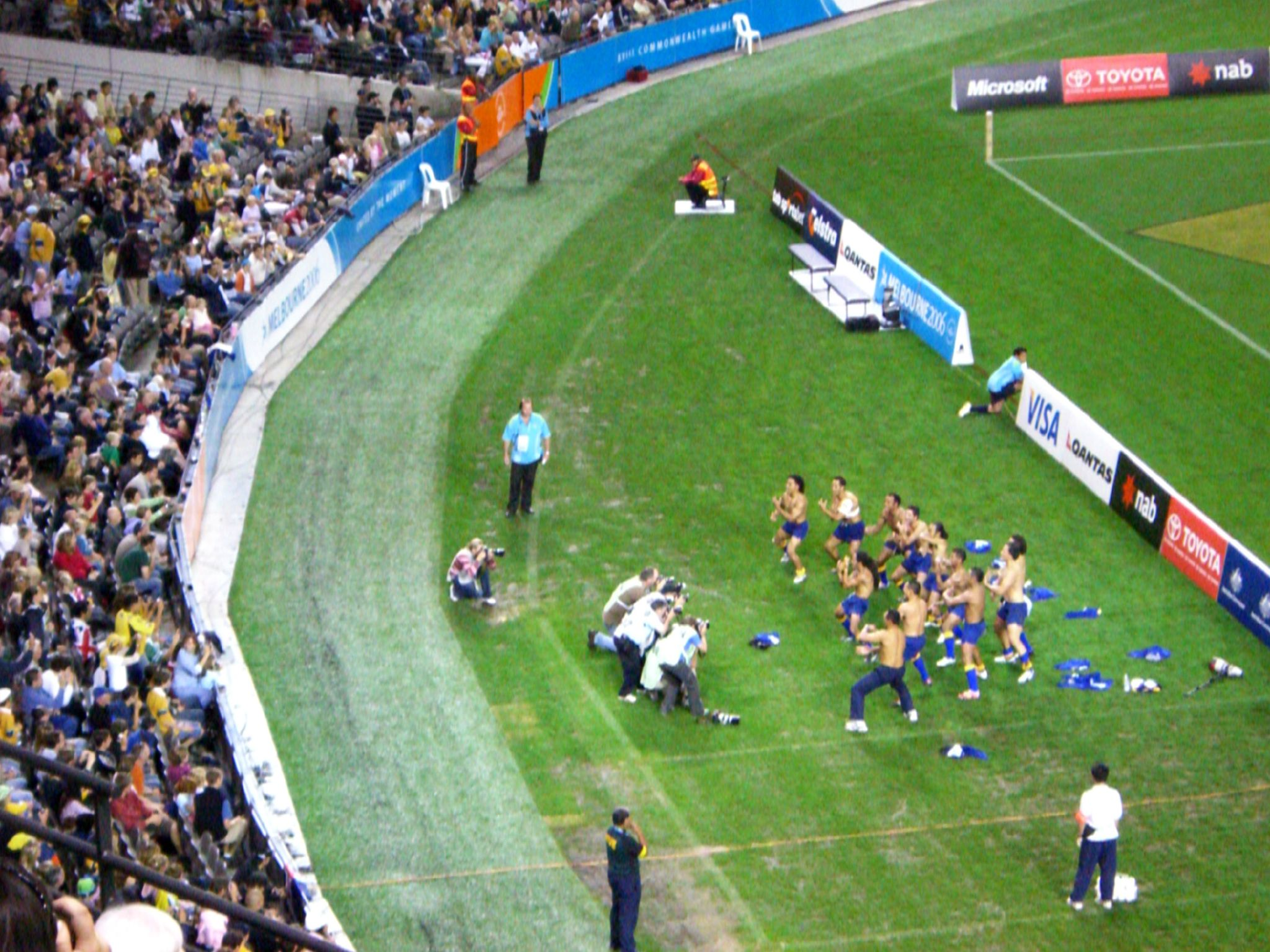
Deportistas realizando el haka.

Niue, a pesar de ser un país pequeño, posee una serie de diferentes deportes que son populares. El rugby es un deporte muy popular en Niue desempeñado tanto por hombres como por mujeres. En el año 2008 fueron los campeones de la Copa FORU de Oceanía. El baloncesto también es popular aunque es jugado solo por mujeres. El campo de golf de 9 hoyos de Fonuakula ofrece una oportunidad para que algunos de los habitantes puedan jugar al golf. También hay una bolera en construcción, y se espera que se complete en breve, ofreciendo a todos la oportunidad de participar este deporte. El fútbol es también muy popular como lo demuestra el torneo de fútbol de Niue. Además, la Asociación de Fútbol de la Isla de Niue fue miembro asociado de la OFC, ya que no es parte de la FIFA. La selección nacional disputó solamente dos partidos en su historia.
Los deportes tradicionales de Niue incluyendo el tika (similar a la jabalina), los cocos y los bolos para las mujeres también son muy practicados.
A diferencia de Islas Cook, el otro estado libre asociado a Nueva Zelanda, Niue nunca ha participado en los Juegos Olímpicos.

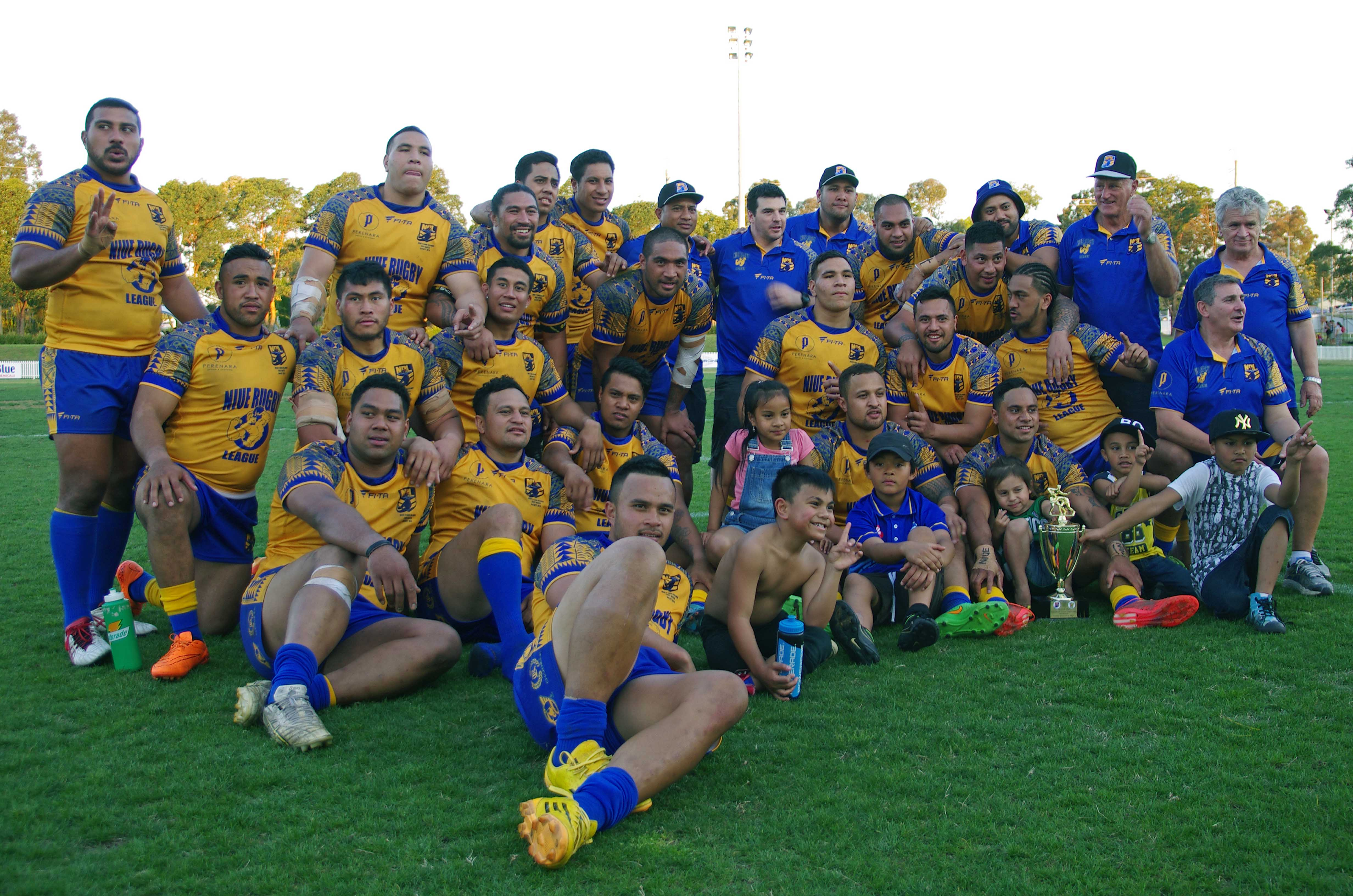
Selección nacional de Rugby de Niue en 2015